# Historia reprezentacji Polski w piłce nożnej mężczyzn
Historia reprezentacji Polski w piłce nożnej mężczyzn

## Lata 1921–1939 – początki i debiuty

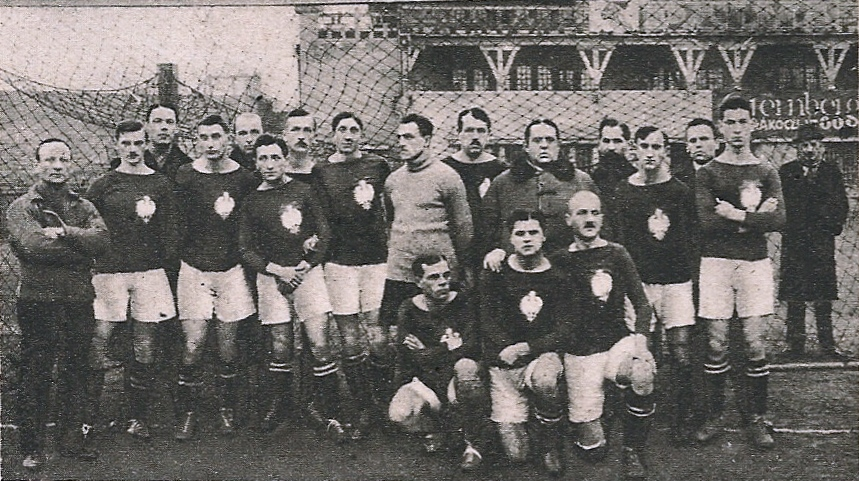
Reprezentacja Polski przed swoim debiutanckim spotkaniem międzypaństwowym z Węgrami (Budapeszt, 18.12.1921).

Koncepcja utworzenia piłkarskiej reprezentacji Polski pojawiła się 20 grudnia 1919, podczas założycielskiego zgromadzenia Polskiego Związku Piłki Nożnej, które odbyło się w Warszawie. Szczegóły zaczęto omawiać od stycznia 1920 r. bowiem, jako jeden ze swoich głównych celów na początku działalności, władze PZPN postawiły sobie udział męskiej kadry narodowej w turnieju piłkarskim Letnich Igrzysk Olimpijskich w Antwerpii (1920). W marcu 1920 r. obowiązki trenera powierzono, sprowadzonemu na tę okoliczność, George’owi „Chrisowi” Burfordowi, zaś w kwietniu 1920 r. Polski Komitet Olimpijski (wówczas pod nazwą „Komitet Udziału Polski w Igrzyskach Olimpijskich”) zorganizował w Krakowie pierwsze zgrupowanie szkoleniowe całej reprezentacji olimpijskiej, w tym również futbolowej. Specjalnie powołany wydział Komitetu wyselekcjonował najlepszych wówczas polskich piłkarzy, dzieląc ich na dwie drużyny: olimpijską (zwaną „teamem olimpijskim”) i rezerwową. W ich skład wchodzili przede wszystkim zawodnicy czołowych klubów lwowskich oraz krakowskich, uzupełnieni o graczy z Warszawy, Łodzi i Poznania. Początkowo ograniczano się wyłącznie do treningów oraz wewnętrznych gier kontrolnych, jednak w dniach 2–3 maja 1920 r. zespół olimpijski rozegrał dwa nieoficjalne mecze sparingowe przeciwko reprezentacji Lwowa (którą tworzyli zawodnicy klubów z tego miasta, niepowołani do kadry narodowej), ogrywając ją 6:2 i 12:1. Dodatkowo, na lipiec i sierpień 1920 r. zaplanowano oficjalne spotkania towarzyskie przeciw kadrom: Austrii, Czechosłowacji oraz Węgier, mające stanowić międzynarodowe „przetarcie” przed olimpijskim debiutem. Wszelkie plany pokrzyżowała jednak postępująca coraz bardziej agresja bolszewicka na ziemie polskie, dlatego 12 lipca 1920 władze Komitetu Udziału Polski w Igrzyskach Olimpijskich podjęły decyzję o rezygnacji ze startu w Igrzyskach VII Olimpiady. Niektóre źródła podają, że w związku tym piłkarską reprezentację Polski ominął – zaplanowany na 28 sierpnia 1920 – mecz I rundy turnieju olimpijskiego przeciwko Belgii, a rywalom przyznano walkowera 2:0. Nie jest to jednak zgodne z faktami, bowiem losowanie I rundy turnieju olimpijskiego przeprowadzono dopiero 20 sierpnia 1920, a Belgowie jeszcze przed jego rozpoczęciem otrzymali wolny los ze względu na nieparzystą liczbę uczestniczących drużyn. Do skutku nie doszedł również zaplanowany na 3 lipca 1921 towarzyski pojedynek z Austrią w Krakowie, z uwagi na rezygnację gości.
Inauguracyjny pojedynek międzypaństwowy piłkarska reprezentacja Polski rozegrała zatem dopiero po zakończeniu drugiej edycji mistrzostw Polski. W ramach przygotowań do tego spotkania kadrowicze rozegrali trzy zwycięskie sparingi z drużynami krajowymi, stanowiącymi reprezentacje miast: Bielska (4 grudnia, wygrana 3:1), Krakowa (8 grudnia, wygrana 7:1) i Lwowa (11 grudnia, wygrana 9:1). Oficjalny debiut nastąpił 18 grudnia 1921 na stadionie Hungária körúti w Budapeszcie, w towarzyskim meczu przeciwko Węgrom, zakończonym porażką 0:1 (0:1). Jedyną bramkę zdobył Jenő Szabó w 18. minucie. Cztery minuty później Wacław Kuchar mijając bramkarza gospodarzy przypadkiem go uderzył, a stojąc przed pustą bramką zostawił piłkę i pomógł Károlyemu Zsákowi wstać. W tym czasie jeden z obrońców zdążył wrócić w swoje pole karne, wybijając piłkę na aut. W 41. minucie Károly Fogl przestrzelił rzut karny a wynik do końca nie uległ zmianie. Do rewanżu doszło 14 maja 1922 na stadionie Cracovii. Było to zarazem premierowe spotkanie „Biało-Czerwonych” rozegrane przed własną publicznością – również towarzyskie i przegrane, tym razem 0:3 (0:2). Sędzią obydwu pojedynków z Węgrami był czechosłowacki arbiter Karl Grätz z Pragi.
Na pierwsze zwycięstwo przyszło poczekać do 28 maja 1922, gdy to w towarzyskiej potyczce Polacy ograli na Stadionie Olimpijskim w Sztokholmie Szwecję 2:1 (1:0), zdobywając przy tym swego premierowego gola. Przy stanie 0:0 historyczną bramkę uzyskał – z rzutu karnego – Józef Klotz w 23. minucie. Drugiego gola – pierwszą bramkę dla Polski zdobytą z akcji – zdobył Józef Garbień w 74. minucie. Arbitrem tego spotkania był Hugo Meisl, który zasłynął stworzeniem austriackiej reprezentacji niepokonanej na początku lat 30. i nazwanej przez to „Wunderteamem”.
26 maja 1924 reprezentacja Polski zadebiutowała na wielkiej światowej imprezie – Letnich Igrzyskach Olimpijskich. W Paryżu Polacy pod wodzą Węgra Gyuli Bíró rozegrali zaledwie jedno spotkanie, ulegając w rundzie eliminacyjnej na Stade Bergeyre Węgrom aż 0:5 (0:1).
| 26 maja 1924 17:00 | Węgry · Eisenhoffer 14' · Hirzer 51', 58' · Opata 70', 87' | 5 : 0(1:0)Raport | Polska | Stade Bergeyre, Paryż Widzów: 3578 Sędzia: Johannes Mutters (Holandia) |
|                    |                                                            |                  |        |                                                                        |

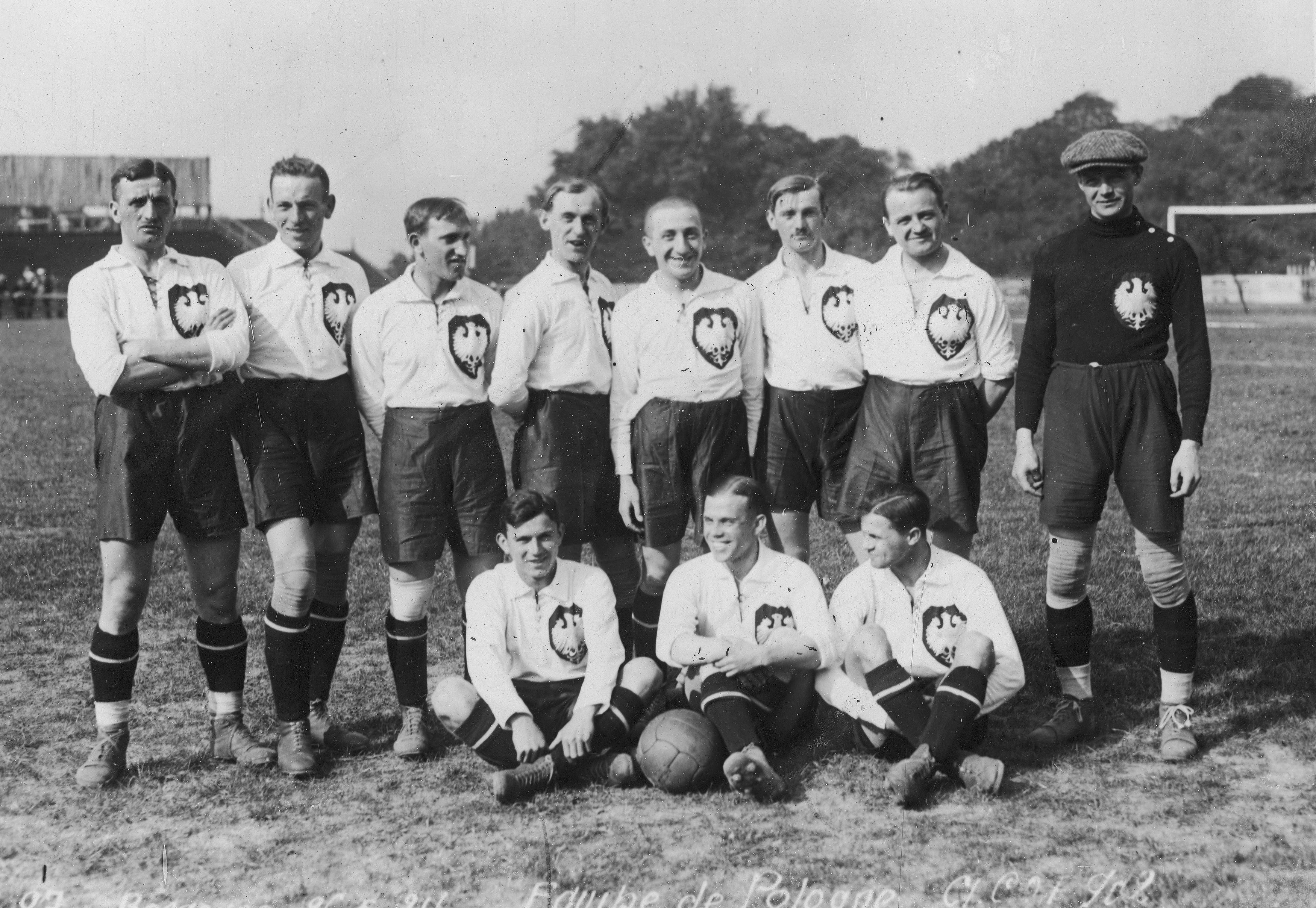
Reprezentacja Polski przed olimpijskim debiutem z Węgrami (Paryż, 26.05.1924).

15 października 1933, „Biało-Czerwoni” po raz pierwszy w historii przystąpili do walki o mistrzostwa świata (MŚ). Los przydzielił im faworyzowaną Czechosłowację, która w pierwszym spotkaniu eliminacyjnego dwumeczu – rozegranego na warszawskim stadionie Wojska Polskiego – okazała się lepsza 1:2 (0:1). Bramkę dla Polski zdobył Henryk Martyna z rzutu karnego w 52. minucie, a dla Czechosłowacji Josef Silný w 37. i František Pelcner w 78. minucie. 11 kwietnia 1934, na cztery dni przed rewanżem, polskie Ministerstwo Spraw Zagranicznych – z nie do końca jasnych przyczyn – wydało zakaz wyjazdu na rewanż do Pragi, więc na włoskie finały awansowali Czechosłowacy, wywalczając tam później wicemistrzostwo.
W eliminacjach mistrzostw świata 1938 Polaków dolosowano do Jugosławii. Pierwszy mecz – rozegrany 10 października 1937 w Warszawie – zakończył się wysokim zwycięstwem gospodarzy 4:0 (2:0), po 2 bramkach Leonarda Piątka oraz Jerzego Wostala i Ernesta Wilimowskiego. Mimo porażki 1:0 w rewanżu (3 kwietnia 1938 w Belgradzie) po raz pierwszy w historii Polska uzyskała kwalifikację do turnieju finałowego MŚ. Mundialowy debiut nastąpił 5 czerwca 1938 na Stade de la Meinau w Strasburgu, przegranym po dogrywce 5:6 (1:3, 4:4, 4:6) spotkaniu I rundy (1/8 finału) przeciw Brazylii, w którym aż cztery gole zdobył Ernest Wilimowski.
| 5 czerwca 1938 17:30 | Brazylia · Leônidas 18', 93', 104' · Romeu Pellicciari 25' · José Perácio 44', 71' | 6 : 5 d.(3:1, 4:4)Raport | Polska · 23' (k) Fryderyk Scherfke · 53', 59', 89', 118' Ernest Wilimowski | Stade de la Meinau, Strasburg Widzów: 13 452 Sędzia: Ivan Eklind (Szwecja) |
|                      |                                                                                    |                          |                                                                            |                                                                            |

W międzyczasie „Biało-Czerwoni” pod wodzą Józefa Kałuży (choć de facto kadrę trenował Niemiec Kurt Otto) wywalczyli 4. miejsce turnieju piłkarskiego Igrzysk Olimpijskich Berlin 1936. Kałuża okazał się twórcą pierwszych – i zarazem największych – sukcesów polskiej reprezentacji futbolowej okresu międzywojennego, bowiem w awansie do MŚ 1938 również posiadał swój znaczący udział. Niekwestionowaną „gwiazdą” przedwojennej kadry stał się natomiast Ernest Wilimowski. Zdobywca 21 bramek w 22 meczach międzypaństwowych, na arenie światowej zasłynął przede wszystkim strzeleniem 4 goli podczas wspomnianego boju z Brazylią, co do mundialu 1994 było niepobitym rekordem MŚ.
22 stycznia 1939 „Biało-Czerwoni” ulegli Francji 0:4, a następnie dwukrotnie remisowali – 27 maja 1939 z Belgią 3:3 i 4 czerwca 1939 ze Szwajcarią 1:1. Wielkim sukcesem polskiej reprezentacji przed wybuchem II wojny światowej było pokonanie (4:2) 27 sierpnia 1939 na stadionie Wojska Polskiego w Warszawie ówczesnych wicemistrzów globu – Węgrów.

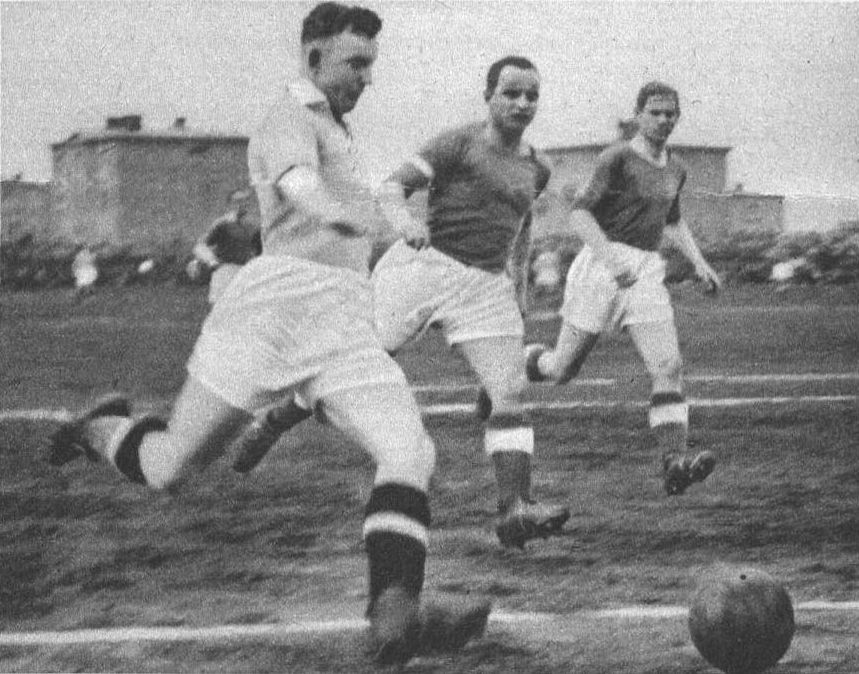
Ernest Wilimowski (z lewej)

Na pomeczowym bankiecie szef PZPN, pułkownik Kazimierz Glabisz powiedział: „Piłkarstwo polskie zaczęło swą historię powojenną od meczu z Węgrami. Kto wie, czy dzisiejszy mecz nie jest ostatni przed wojną?”
3 września 1939 Polska miała rozegrać w Warszawie kolejny mecz towarzyski, tym razem z Bułgarią. Jednak w ostatnich dniach sierpnia 1939 r. Bułgarzy, o czym doniósł Przegląd Sportowy, nie podając przyczyn odwołali swój przyjazd. 6 września 1939 kadra narodowa miała spotkać się w Belgradzie z Jugosławią. Kolejne mecze zaplanowano na 24 września 1939 – w Helsinkach kadra B miała zagrać z Finlandią, a w Bukareszcie – pierwsza reprezentacja z Rumunią. 3 grudnia 1939 Polacy mieli grać z Belgią w Brukseli lub - gdyby Belgowie się nie zgodzili - planowano tournée po Palestynie i Syrii. 26 maja 1940 zaplanowano w Warszawie mecz z Francją. Tydzień później kadra miała jechać do Sztokholmu, a wyjazd ten miał być połączony z meczem z Norwegią w Oslo. Z powodu ataku Niemiec i ZSRR na Polskę we wrześniu 1939 r. żadne z tych spotkań się nie odbyło.

## Lata 1947–1971
Pierwszy mecz po zakończeniu II wojny światowej reprezentacja rozegrała 11 czerwca 1946 roku w Oslo przegrywając 1:3 z Norwegią w składzie: Brom – Szczepaniak, Flanek – Jabłoński I E., Parpan, Kazimierczak (Filek) – Baran, Gracz, Świcarz, Cieślik, Smulski.
Największym sukcesem w pierwszych latach powojennych było zwycięstwo nad czołową wtedy jedenastką europejską, reprezentacją Czechosłowacji. 18 kwietnia 1948 roku na wypełnionym (40 tys.) stadionie Wojska Polskiego w Warszawie; na trybunie honorowej po raz drugi w historii zasiadł prezydent Bolesław Bierut, reprezentacja pokonała faworyzowanego i dużo wyżej notowanego przeciwnika 3:1 (2:0). Skład tamtego, legendarnego zespołu: Werner Antoni Janik – Henryk Janduda, Tadeusz Parpan, Antoni Barwiński – Tadeusz Waśko, Henryk Gajdzik – Jan Przecherka, Mieczysław Gracz, Edward Cebula (Henryk Spodzieja), Gerard Cieślik, Henryk Bobula (Edmund Białas). Bohaterem tego spotkania był bramkarz Janik (AKS Chorzów, Pogoń Katowice), którego kibice po zakończonym meczu na ramionach znieśli z boiska.
Wkrótce później, 26 czerwca 1948 r. w Kopenhadze reprezentacja Polski doznała najwyższej porażki w swojej historii, przegrywając z Danią 0:8. W tym meczu jedyny występ w narodowych barwach zaliczył Kazimierz Górski. Doznał jednak kontuzji jeszcze w pierwszej połowie i musiał opuścić boisko przy stanie 0:1. Polskiego bramkarza Henryka Skromnego dwukrotnie pokonywali Karl Aage Hansen i John Hansen oraz trzykrotnie Karl Aage Præst. Jedną bramkę dołożył Johannes Pløger. Polacy wystąpili w składzie: Henryk Skromny – Henryk Janduda, Tadeusz Parpan (k), Antoni Barwiński – Tadeusz Waśko, Marian Jabłoński – Jan Przecherka, Mieczysław Gracz, Kazimierz Górski (Józef Kohut), Gerard Cieślik, Henryk Bobula.
Do połowy lat 50. polska reprezentacja narodowa rozegrała zaledwie jedno spotkanie o wyższą stawkę. Doszło do niego na Igrzyskach Olimpijskich Helsinki 1952 (choć mecz rozegrany został w Turku) przeciw Danii i zakończył porażką biało-czerwonych 0:2 (0:1). Wcześniej w rundzie wstępnej polska drużyna pokonała amatorski zespół z Francji (gole Trampisza i Krasówki). Kadrę na turniej olimpijski stanowili:
- bramkarze: Edward Szymkowiak i Tomasz Stefaniszyn
- obrońcy: Hubert Banisz i Władysław Gędłek
- pomocnicy: Zdzisław Bieniek, Kazimierz Kaszuba i Czesław Suszczyk
- napastnicy: Henryk Alszer, Ewald Cebula, Gerard Cieślik, Jerzy Krasówka, Józef Mamoń, Paweł Sobek, Kazimierz Trampisz i Jan Wiktor Wiśniewski.

Trenerem był Michał Matyas.
Wyróżniającym się piłkarzem w składzie kadry w tamtych latach był Gerard Cieślik, często uznawany za najlepszego polskiego piłkarza lat 40. i 50. Cieślik zaliczył 46 występów w reprezentacji, zdobywając przy tym 27 bramek. Jest jedynym zawodnikiem, który nie rozegrał 60 spotkań w drużynie narodowej, a mimo to jest członkiem Klubu Wybitnego Reprezentanta.
W przeciągu 10 opisywanych tu lat Polacy dwukrotnie kończyli piłkarski rok z dodatnim bilansem zwycięstw, były to lata 1954 i 1955, kiedy to odpowiednio w 2 i 3 meczach nie przegrali ani razu.
Polska przystąpiła do eliminacji mundialu '54 rozegranego w Szwajcarii, ale gdy wylosowanym przeciwnikiem okazał się zespół Węgier, wycofała się. Prawdopodobnie powodem była obawa kierownictwa przed kompromitującą porażką z o wiele potężniejszym rywalem.
Pod koniec 1956 Polacy dwukrotnie pokonywali swych rywali. Najpierw 28 października w Warszawie pokonali Norwegów 5:3, by tydzień później w Krakowie strzelić Finom 5 bramek, nie tracąc przy tym żadnej.
Wówczas też zaczął grać w kadrze Ernest Pohl, uznany wtedy przez obserwatorów za nową gwiazdę piłki w Polsce. W głównej mierze Pol przyczynił się do zwycięstwa z Norwegami, strzelając w polskiej stolicy 4 bramki.
W 1957 drużyna prowadzona m.in. przez Henryka Reymana stoczyła zaciętą batalię o awans do finałów Mistrzostw Świata rozgrywanych rok później w Szwecji. Dwukrotnie wygrała z Finami (3:1 i 4:0). W czerwcu tego samego roku Polaków w meczu w Moskwie, ZSRR pokonał kadrę Polski 3:0. W rewanżu Polacy zwyciężyli wynikiem 2:1 dla Polski (dwie bramki Gerarda Cieślika i dwie asysty Lucjana Brychczego). Taki rezultat nakazywał też rozegranie decydującego meczu na neutralnym terenie w Lipsku. Tam Polacy przegrali 0:2 i w związku z tym nie mogli wystąpić na MŚ.
W 1959 roku Polacy dwukrotnie przystąpili do eliminacji, w których zwycięstwo premiowane było grą w imprezach wysokiej rangi. Dwumecz z Hiszpanią był debiutem polskiej reprezentacji w eliminacjach do Mistrzostw Europy. Polska reprezentacja przegrała najpierw 2:4, a następnie 0:3, przez co nie dostała się do tej imprezy. Jednakże jesienne eliminacje do Igrzysk Olimpijskich zakończyły się sukcesem Polski, która dwukrotnie pokonała reprezentację Finlandii 3:1 i 6:2 oraz amatorską reprezentację NRF (mecze uznawane za nieoficjalne) 3:0 i 3:1.
Rok później pod przewodnictwem Francuza Jeana Prouffa piłkarze rozegrali dwa spotkania na Igrzyskach Olimpijskich w Rzymie. Pierwsze spotkanie zakończyło się wysokim zwycięstwem Polaków 6:1 z zespołem Tunezji. Ernest Pol strzelił w tym meczu 5 bramek. Po porażkach 1:2 z Duńczykami i 0:2 z olimpijską reprezentacją Argentyny (mecz uznawany za nieoficjalny) Polacy odpadli z dalszej rywalizacji.
W roku 1961 reprezentacja Polski wzięła udział w eliminacjach do MŚ 1962, mających się odbyć w Chile. Polacy po dwumeczu z Jugosławią (1:1 i 1:2) nie awansowali do turnieju finałowego imprezy.
Rok później Polacy dwukrotnie przegrali 0:2 z Irlandią Północną i nie wywalczyli awansu do Mistrzostw Europy.
4 września 1963 w Szczecinie Polacy pokonali Norwegów 9:0, co przez następne 45 lat było najlepszym wynikiem reprezentacji, a swego pierwszego gola w reprezentacji strzelił wtedy Włodzimierz Lubański.
W kolejnych latach w kadrze wyróżniał się Lubański. Polska przegrała kolejne eliminacje do mundialu rozgrywanego w 1966 roku w Anglii. Dzięki wysokiemu zwycięstwu nad Finlandią 7:0 (4 bramki Lubańskiego) Polacy na mecz przed zakończeniem rozgrywek mieli równe szanse na awans, co ich ostatni rywal Włosi. Porażka 1:6 w Rzymie pozbawiła jednak Polaków awansu i uniemożliwiła start w tej imprezie.
Lata 1966–1968 to, pomimo niektórych korzystnych wyników, kolejne przegrane eliminacje, tym razem do Mistrzostw Europy oraz Igrzysk Olimpijskich.
W roku 1969 w kadrze pojawił się Kazimierz Deyna. Mimo kilku wyróżniających się graczy, Polska nie poradziła sobie w eliminacjach. Do awansu na mundial 1970 nie wystarczyło zwycięstwo nad Holendrami 2:1 czy też nad Luksemburgiem 8:1 (5 bramek Lubańskiego i 2 Deyny). W grupie tej Luksemburg przegrał wszystkie mecze, a w spotkaniach między Bułgarią, Polską i Holandią wygrywali za każdym razem gospodarze; jednak Bułgaria zdołała zremisować mecz z Holandią na wyjeździe i to zapewniło jej awans.

## Lata 1971–1986 – złota era polskiej piłki nożnej

### Lata 1971–1976 – Kazimierz Górski

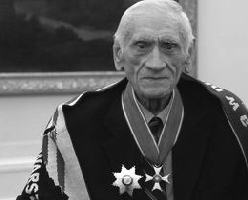
3 marca 2006 za zasługi dla polskiego sportu Kazimierz Górski został przez prezydenta Lecha Kaczyńskiego odznaczony Krzyżem Komandorskim z Gwiazdą Orderu Odrodzenia Polski, 2 czerwca 2006 został pośmiertnie odznaczony Krzyżem Wielkim Orderu Odrodzenia Polski

Przełom lat 60. i 70. stał się początkiem serii sukcesów polskiego futbolu. W sezonie 1969–1970 Legia Warszawa dotarła do półfinału Pucharu Mistrzów (w którym przegrała z Feyenoordem), zaś Górnik Zabrze do finału Pucharu Zdobywców Pucharów (w którym lepsi okazali się zawodnicy Manchester City F.C.). Występ Górnika to największy dotychczas sukces polskiego klubu w europejskich pucharach.
Jesienią 1970 ze stanowiskiem selekcjonera kadry narodowej pożegnał się Ryszard Koncewicz. 1 grudnia 1970 władze PZPN powierzyły tę funkcję Kazimierzowi Górskiemu.
Pierwszym poważnym sprawdzianem dla drużyny Górskiego były rozgrywane równolegle eliminacje Mistrzostw Europy i Igrzysk Olimpijskich. W tych pierwszych Polacy zanotowali, oprócz odniesionego jeszcze pod kierunkiem Koncewicza zwycięstwa z Albanią, jedną wygraną (z Turcją), dwa remisy (z Albanią i RFN) i dwie porażki (z RFN i Turcją). Szczególnie dotkliwa była przegrana z przyszłymi triumfatorami europejskiego czempionatu, Niemcami, doznana na własnym terenie. W rozgrywanym 10 października 1971 na warszawskim Stadionie Dziesięciolecia meczu zawodnicy RFN pokonali biało-czerwonych 3:1. Po meczu krytyka spotkała zwłaszcza debiutującego bramkarza Jana Tomaszewskiego, który po tym występie na półtora roku wypadł z drużyny narodowej. Tym meczem występy w biało-czerwonych barwach zakończył również Stanisław Oślizło.

#### 1972 – złoty medal Igrzysk Olimpijskich
Znacznie lepiej wiodło się Polakom w meczach o awans do Igrzysk w Monachium. Po pokonaniu olimpijskiej reprezentacji Grecji Biało-czerwoni zmierzyli się w kolejnej rundzie eliminacji z Bułgarami i Hiszpanami. Reprezentacja Polski dwukrotnie pokonała Hiszpanię, zaś w pierwszym meczu z Bułgarami przegrała 1:3. Z meczu zapamiętano kontrowersyjną postawę rumuńskiego sędziego Victora Pădureanu, który podjął kilka decyzji na korzyść podopiecznych Wasyla Spasowa. Rumun przyznał Bułgarom problematycznego karnego, usunął z boiska sprzeczającego się z nim Lubańskiego, a później nie uznał drugiej bramki strzelonej przez Polaków, za to uznał gola dla Bułgarii zdobytego z wyraźnego spalonego. W rewanżowej grze z Bułgarami zawodnicy kadry Górskiego okazali się lepsi od przeciwników, pokonując ich 3:0 i to oni awansowali do finałowego turnieju Igrzysk Olimpijskich. Awans zapewniła Polakom amatorska reprezentacja Hiszpanii, która w ostatnim meczu eliminacji zremisowała z Bułgarią i odebrała jej potrzebny do zwycięstwa w grupie punkt.
Kadra olimpijska oparta została na sprawdzonych zawodnikach: Hubercie Kostce, Zygmuncie Anczoku, Zygfrydzie Szołtysiku i Włodzimierzu Lubańskim (wszyscy Górnik Zabrze), Kazimierzu Deynie i Robercie Gadosze (obaj Legia Warszawa) oraz Zygmuncie Maszczyku (Ruch Chorzów). Wsparli ich młodsi: obrońcy Antoni Szymanowski (Wisła Kraków) i Jerzy Gorgoń (Górnik Zabrze) czy pomocnicy Lesław Ćmikiewicz (Legia Warszawa) i Jerzy Kraska (Gwardia Warszawa). Poza kadrą na Igrzyska znalazł się napastnik Górnika Jan Banaś, którego dwie bramki w rewanżu z Bułgarią przesądziły o awansie Polaków. Z uwagi na wcześniejsze wydarzenia („samowolny” wyjazd do Niemiec do ojca) nie pozwalano mu wyjeżdżać z reprezentacją do Niemiec; sytuacja powtórzyła się podczas mistrzostw świata dwa lata później.
W pierwszej rundzie Igrzysk Polacy odnieśli komplet zwycięstw, pokonując 5:1 Kolumbię, 4:0 Ghanę i 2:1 NRD. W drugiej rundzie zawodnicy Górskiego trafili na Danię, ZSRR i Maroko. Po remisie 1:1 kluczowe stało się spotkanie ze Sborną. Mecz ze Związkiem Radzieckim rozgrywany 5 września 1972 odbywał się w cieniu dramatu związanego z porwaniem członków izraelskiej ekipy olimpijskiej przez palestyńskich terrorystów. Strzelony w 21. minucie meczu gol Błochina dawał prowadzenie drużynie ZSRR. W 69. minucie Górski wprowadził na boisko Zygfryda Szołtysika. Dziesięć minut później w polu karnym sfaulowany został Lubański. Rzut karny wykorzystał Deyna wyrównując wynik meczu. W 87. minucie wprowadzony wcześniej Szołtysik przesądził o końcowym rezultacie, wykorzystując podanie Gadochy i strzelając zwycięską bramkę. 8 września Polacy wysoko (5:0) ograli Marokańczyków i awansowali do finału.
10 września 1972 na Olympiastadion w Monachium reprezentacja Polski zmierzyła się z drużyną Węgier. Polacy wyszli na boisko w składzie: Kostka – Gut, Ćmikiewicz, Gorgoń, Anczok – Szołtysik, Deyna, Maszczyk, Kraska – Lubański, Gadocha. Po bramce Béli Váradiego w 42. minucie prowadzili Węgrzy. Tuż po rozpoczęciu drugiej połowy Kazimierz Deyna otrzymał podanie od Szołtysika i po minięciu węgierskich obrońców strzelił na 1:1. W 68. minucie, po akcji z udziałem Ćmikiewicza, Maszczyka, Anczoka i Lubańskiego w posiadaniu piłki znów znalazł się Deyna i po raz kolejny pokonał Istvána Gécziego. Mecz zakończył się wynikiem 2:1 i zdobyciem złotego medalu przez Polskę. Kazimierz Deyna z 9 bramkami został królem strzelców turnieju.
Po powrocie do kraju wszyscy piłkarze kadry i trenerzy zostali odznaczeni Złotymi Odznakami PZPN, a władze centralne związku podjęły uchwałę o ustanowieniu 10 września „Dniem Polskiego Piłkarza”.
Ponad miesiąc po zwycięstwie olimpijskim, w rozegranym w Bydgoszczy towarzyskim meczu z Czechosłowacją z reprezentacją pożegnali się Kostka i Szołtysik. Kilku zawodników ze zwycięskiego składu z Monachium miało jednak dalej stanowić o sile drużyny narodowej. Dodatkowo Górski wprowadził do zespołu kilku mniej doświadczonych zawodników. Do bramki wrócił Jan Tomaszewski, jego klubowy kolega z ŁKS Łódź Mirosław Bulzacki dołączył w środku obrony do Gorgonia, coraz ważniejszą rolę odgrywali obrońcy Wisły Kraków Antoni Szymanowski i Adam Musiał, zaś do ataku selekcjoner coraz częściej delegował rezerwowego z Monachium, młodego napastnika mieleckiej Stali, Grzegorza Latę. W tym czasie debiutował inny gracz z Mielca, Henryk Kasperczak.

#### 1974 – 3. miejsce na Mistrzostwach Świata

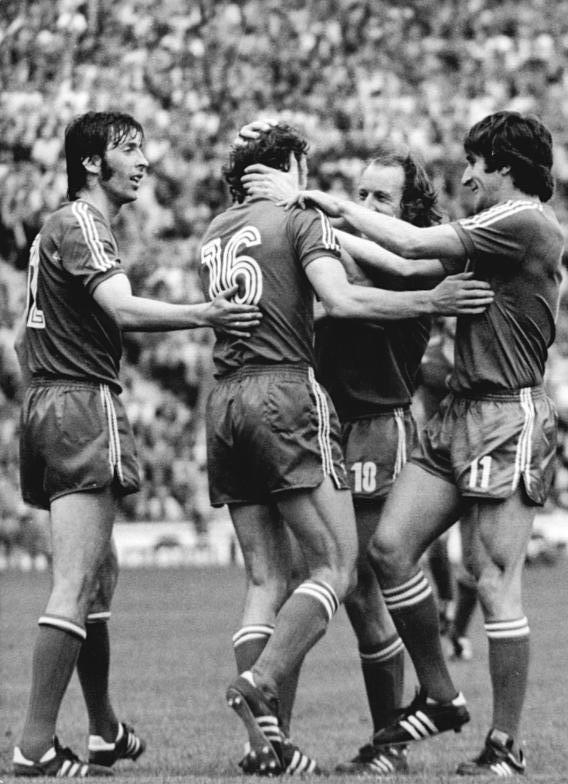
Polacy w meczu o 3. miejsce Mistrzostw Świata

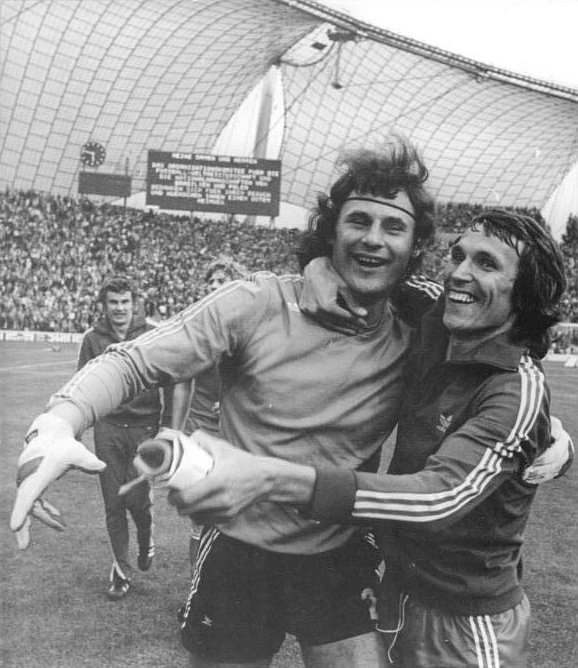
Jan Tomaszewski i Henryk Kasperczak świętują zwycięstwo nad Brazylią

W marcu 1973 Polacy przystąpili do eliminacji Mistrzostw Świata. O awans mieli rywalizować z Walijczykami i Anglikami, w składzie których wciąż grało kilku mistrzów świata z 1966. 28 marca w Cardiff Polacy ponieśli porażkę z gospodarzami. 6 czerwca na Stadionie Śląskim w Chorzowie wywalczyli jednak cenne zwycięstwo z faworyzowanymi zawodnikami Trzech Lwów, przedłużając szanse na awans do turnieju w Niemczech. Polacy pokonali Anglików 2:0. Pierwsza bramka padła z rzutu wolnego wykonywanego przez Roberta Gadochę, przy czym autorstwo bramki przypisuje się także Janowi Banasiowi i kapitanowi Anglików Bobby’emu Moore’owi, którzy po strzale Gadochy wyskoczyli do piłki. Drugą bramkę, parę minut po rozpoczęciu drugiej połowy strzelił Włodzimierz Lubański wykorzystując pomyłkę Moore’a. Kilka minut później kapitan Biało-czerwonych zderzył się z Royem McFarlandem (wbrew powszechnej opinii McFarland nie faulował Lubańskiego) i musiał zostać zniesiony z boiska. Dotkliwa kontuzja wyeliminowała Lubańskiego z gry na dwa lata. W roli kapitana drużyny narodowej Lubańskiego zastąpił Kazimierz Deyna, zaś w kolejnych meczach na pozycji środkowego napastnika występował zwykle Jan Domarski, rzadziej młodszy kolega Lubańskiego z Górnika, Andrzej Szarmach.
Jesienią 1973 Polacy rozegrali decydujące spotkania eliminacji Mistrzostw Świata. 26 września pokonali 3:0 w Chorzowie Walijczyków. W październiku rozpoczęli zaś przygotowania do kluczowego meczu z Anglią. Podopieczni sir Alfa Ramseya do awansu potrzebowali zwycięstwa, podczas gdy Polakom wystarczał remis. Atmosfera przed zaplanowanym na 17 października meczem była gorąca. Brytyjskie media oczekiwały od angielskiej drużyny narodowej wysokiego zwycięstwa. Emocje dawały się zauważyć w przedmeczowych wypowiedziach – znany angielski trener Brian Clough nazwał Jana Tomaszewskiego clownem. 17 października Polacy wyszli na murawę stadionu Wembley w składzie: Tomaszewski – Szymanowski, Bulzacki, Gorgoń, Musiał – Ćmikiewicz, Deyna, Kasperczak – Lato, Domarski, Gadocha. W 57. minucie akcja zawodników Stali Mielec dała Polsce prowadzenie. Grzegorz Lato podał do niepilnowanego Jana Domarskiego, który lekkim strzałem pokonał Petera Shiltona. Kilka minut później Allan Clarke wyrównał z rzutu karnego. Kolejne ataki Anglików nie przyniosły rezultatu, skutecznie bronił wspomagany przez obrońców Jan Tomaszewski. Postawa bramkarza reprezentacji Polski przyniosły mu miano bohatera z Wembley, wzbudzając szacunek także angielskich kibiców. Pod koniec spotkania Roy McFarland brutalnie zatrzymał wychodzącego na czystą pozycję Latę, otrzymując za to zagranie jedynie żółtą kartkę. Mecz zakończył się zwycięskim remisem 1:1. Polacy awansowali do Mistrzostw Świata, zaś Anglicy na kilka lat pożegnali się z międzynarodowymi turniejami. Do dymisji podał się słynny Alf Ramsey. Mecz z Anglią rozsławił Polaków, których zaczęto uznawać za jedną z najciekawiej grających drużyn europejskich.
Na etapie przygotowań do Weltmeisterschaft 1974 Kazimierz Górski dokonał pewnych zmian w zespole narodowym, jednak trzon drużyny pozostał nienaruszony. Liderem zespołu był kapitan Kazimierz Deyna (Legia Warszawa), a pewne miejsce w bramce miał Jan Tomaszewski (ŁKS Łódź). Najpoważniejszą zmianą było wprowadzenie na środek obrony, w miejsce Mirosława Bulzackiego (ŁKS Łódź), młodego zawodnika warszawskiej Gwardii Władysława Żmudy. W obronie towarzyszyli mu Antoni Szymanowski (Wisła Kraków), Jerzy Gorgoń (Górnik Zabrze) i Adam Musiał (Wisła Kraków). W drugiej linii do Henryka Kasperczaka (Stal Mielec) dołączył Zygmunt Maszczyk (Ruch Chorzów), który zastąpił Lesława Ćmikiewicza (Legia Warszawa). Miejsce Jana Domarskiego (Stal Mielec) w ataku zajął Andrzej Szarmach (Górnik Zabrze), wspomagany przez skrzydłowych Grzegorza Latę (Stal Mielec) i Roberta Gadochę (Legia Warszawa). W takim ustawieniu Polacy rozegrali większość spotkań Mistrzostw Świata. Dla Biało-czerwonych zaczęły się one 15 czerwca 1974 meczem z Argentyną. Już w tym meczu podopieczni Górskiego potwierdzili swą wysoką formę wygrywając 3:2, a wysoko ogrywając Haiti (7:0) zapewnili sobie awans do kolejnej rundy. Na zakończenie tego etapu rozgrywek pokonali Włochów 2:1. W drugiej rundzie pokonali kolejno Szwedów (1:0) i Jugosłowian (2:1). W spotkaniu ze Szwecją Tomaszewski obronił rzut karny wykonywany przez Staffana Tappera.
Ostatni mecz drugiej rundy miał zadecydować o awansie do finału (z tego względu często jest nazywany półfinałem). 3 lipca 1974 na Waldstadion we Frankfurcie Biało-czerwoni zmierzyli się z drużyną gospodarzy. Jedyną zmianą w stosunku do żelaznego składu Polaków była wymiana kontuzjowanego Szarmacha na Domarskiego. Mecz toczył się w trudnych warunkach, po ulewnym deszczu boisko było całkowicie mokre – z tego względu spotkanie to przeszło do historii jako „Mecz na wodzie” (niem. Wasserschlacht von Frankfurt). Przez kilkadziesiąt minut utrzymywał się bezbramkowy remis. W 53. minucie Jan Tomaszewski obronił drugi na tych Mistrzostwach rzut karny, tym razem wykonywany przez Uliego Hoeneßa. W 76. minucie Gerd Müller pokonał Tomaszewskiego, strzelając jedyną bramkę tego meczu. Polacy tym samym odpadli z rywalizacji o złoto, ustępując miejsca Niemcom. 6 lipca na Olympiastadion w Monachium, tym samym, na którym dwa lata wcześniej zdobyli olimpijskie złoto, piłkarze reprezentacji Polski pokonali w grze o 3. miejsce drużynę Brazylii, wówczas wciąż jeszcze aktualnych mistrzów świata. Jedyną bramkę strzelił w 76. minucie Grzegorz Lato. On też, z 7 bramkami, został królem strzelców turnieju. Do najlepszych zawodników Mistrzostw zaliczali się również Deyna i Gadocha, zaś słynny Brazylijczyk Pelé uznał Tomaszewskiego za najlepszego bramkarza świata. Trenerom, piłkarzom i innym członkom ekipy przyznano wysokie odznaczenia państwowe.

#### 1976 – srebrny medal Igrzysk Olimpijskich
Opromieniona sukcesem w Mistrzostwach Świata reprezentacja Polski przystąpiła do eliminacji czempionatu starego kontynentu. W silnie obsadzonej grupie o awans miała rywalizować z drugą drużyną globu – Holandią, a także Włochami i Finlandią. Rozgrywane jesienią 1974 mecze z Finami rozstrzygnęła na własną korzyść (2:1 w Helsinkach i 3:0 w Poznaniu). W kwietniu 1975 na Stadio Olimpico w Rzymie padł bezbramkowy remis. Kolejny historyczny mecz reprezentacji Polski odbył się 10 września 1975 na Stadionie Śląskim. W spotkaniu drugiej i trzeciej drużyny Mistrzostw Świata lepsi okazali się Polacy wygrywając z Holandią 4:1. Biało-czerwoni (którzy w tym meczu wystąpili z czerwonymi orzełkami na białych koszulkach) wystąpili w składzie niemal takim samym jak podczas Weltmeisterschaft 1974: w wyjściowej jedenastce zabrakło Gorgonia i Musiała (który zakończył karierę reprezentacyjną), grali zaś Bulzacki oraz Henryk Wawrowski (Pogoń Szczecin). Wysoka wygrana z Holendrami rozbudziła nadzieje na pierwszy w historii awans do Mistrzostw Europy. Jednak w rewanżu lepsi okazali się gracze Pomarańczowych, wygrywając w Amsterdamie 3:0. Szanse na awans Polacy stracili w Warszawie w spotkaniu z Włochami, powtarzając remisowy wynik z Rzymu.
W tym czasie po raz pierwszy pozwolono polskiemu piłkarzowi legalnie wyjechać do klubu zagranicznego. Był nim Robert Gadocha. W 1975 opuścił Legię i zasilił francuskie FC Nantes. Wkrótce jednak wypadł ze składu kadry narodowej. Mimo to w kolejnych latach wielu polskich graczy poszło w jego ślady i również opuściło polską ligę.
Polacy rozpoczęli zatem przygotowania do Igrzysk w Montrealu, w których jako obrońcy tytułu mieli zapewniony udział. 24 marca 1976 w Chorzowie w towarzyskim meczu z Argentyną przegrali 1:2. W spotkaniu tym zadebiutowali m.in. Zbigniew Boniek, Paweł Janas i Janusz Kupcewicz, którzy w przyszłości mieli odgrywać główne role w drużynie narodowej. W kolejnych czterech towarzyskich meczach (z Francją, Grecją, Szwajcarią i Irlandią) Polacy także ponieśli porażki. Wygrali dopiero w nieoficjalnym spotkaniu z olimpijską drużyną Brazylii.
Większość zawodników uczestniczących w Mistrzostwach Świata znalazła się także w kadrze olimpijskiej. Zabrakło m.in. Musiała, Domarskiego i Gadochy, którzy już wcześniej pożegnali się z drużyną narodową. Pojawili się natomiast tacy zawodnicy jak Kazimierz Kmiecik (rezerwowy na Mistrzostwach Świata, Wisła Kraków) czy wspomniany Henryk Wawrowski. 18 lipca 1976 bezbramkowo zremisowanym meczem z Kubą reprezentacja Polski rozpoczęła udział w Igrzyskach. Potem pokonało kolejno Iran (3:2), Koreę Północną (5:0), a w półfinale nieoficjalną kadrę narodową Brazylii. 31 lipca na Stade Olympique w Montrealu drużyna Polski rozegrała finałowe spotkanie z NRD. Po kwadransie gry Niemcy prowadzili już 2:0. Kilka minut później kiepsko dysponowanego Tomaszewskiego zastąpił w bramce Piotr Mowlik (Legia Warszawa), ale i on, w ostatnich minutach, dał sobie strzelić bramkę. Na trzy trafienia Niemców Polacy odpowiedzieli tylko jedną bramką Laty w 59. minucie. Polacy zdobyli srebrny medal, a Andrzej Szarmach z 6 bramkami został królem strzelców.

### Lata 1976–1978 – Jacek Gmoch
Drugie miejsce na Igrzyskach uznano w kraju raczej za porażkę niż sukces, mimo że z trzeciej kolejnej imprezy międzynarodowej Polacy wracali z medalem i że po raz kolejny polski zawodnik zdobył tytuł najlepszego strzelca. Tym razem jednak postawa piłkarzy rozminęła się z oczekiwaniami kibiców. Wobec atmosfery panującej po powrocie z Igrzysk Kazimierz Górski postanowił ustąpić ze stanowiska.

#### 1978 – druga runda Mistrzostw Świata
W sierpniu 1976 na stanowisko selekcjonera powołano młodego, 37-letniego Jacka Gmocha, który wcześniej, do zakończenia Mistrzostw Świata w RFN, współpracował z Górskim jako jego asystent i twórca tzw. banku informacji. Funkcję selekcjonera Gmoch obejmował po powrocie z USA, gdzie prowadził polonijną drużynę Polish Eagles Philadelphia. 16 października 1976 w premierowym spotkaniu pod wodzą nowego trenera Polacy pokonali 2:0 Portugalię w meczu eliminacji Mistrzostw Świata. Biało-czerwoni wygrywali kolejne mecze eliminacyjne, w tym z najsłabszym w grupie Cyprem (5:0 u siebie i 3:1 na wyjeździe), ale przede wszystkim kluczowe mecze z Danią: 2:1 w maju 1977 w Kopenhadze i 4:1 we wrześniu 1977 w Chorzowie. Remisem 1:1 w październikowym spotkaniu z Portugalią przypieczętowali awans do Mistrzostw Świata w Argentynie. W drużynie nie brakowało bohaterów poprzedniego światowego czempionatu: Deyny, Żmudy, Kasperczaka, Laty i Szarmacha. Grał także Tomaszewski, choć w dwóch pierwszych meczach eliminacji polskiej bramki bronił Zygmunt Kukla (Stal Mielec). Znaczącym wydarzeniem był powrót do kadry Włodzimierza Lubańskiego. 31 października 1976 zagrał w spotkaniu z Cyprem po ponad trzyletnim rozstaniu z drużyną narodową. Był już wówczas zawodnikiem belgijskiego KSC Lokeren. Mimo powrotu Lubańskiego kapitanem drużyny pozostał Deyna. W obronie grał także doświadczony Wawrowski. W eliminacjach uczestniczyli też obrońcy Henryk Maculewicz (Wisła Kraków) i Wojciech Rudy (Zagłębie Sosnowiec) oraz pomocnik Bohdan Masztaler (Odra Opole). Z młodych zawodników wyróżniali się Zbigniew Boniek (Widzew Łódź), Adam Nawałka (Wisła Kraków) czy Stanisław Terlecki (ŁKS Łódź). W kadrze pojawił się także obrońca Marek Dziuba (ŁKS Łódź).
Polacy wygrali wszystkie towarzyskie sparingi przed Mistrzostwami i na turniej finałowy do Argentyny jechali z medalowymi aspiracjami. W kadrze znalazła się większość graczy, którzy uczestniczyli w eliminacjach, zabrakło m.in. Terleckiego i Wawrowskiego. Po ponad półtorarocznej przerwie powrócił Gorgoń. Do starszych kolegów dołączył także napastnik Andrzej Iwan (Wisła Kraków).
Turniej w Argentynie rozpoczął się meczem między obrońcami tytułu – piłkarzami RFN, a Polakami. Mecz otwarcia zakończył się bezbramkowym remisem. W wyjściowej jedenastce polskiego zespołu znalazło się sześciu uczestników Meczu na wodzie (Tomaszewski, Gorgoń, Żmuda, Szymanowski, Deyna i Lato), a w końcówce spotkania dołączył do nich Kasperczak. W Buenos Aires wystąpił także nieobecny na boisku we Frankfurcie Szarmach. W meczach argentyńskiego mundialu brązowym medalistom z RFN towarzyszyli: Lubański, Nawałka, Boniek, Iwan, Maculewicz i Masztaler. Po nie najlepszym spotkaniu ze znacznie niżej notowaną Tunezją, wygranym zaledwie 1:0 po bramce Laty, podopieczni Gmocha pokonali 3:1 Meksyk i awansowali do drugiej rundy Mistrzostw. Trafili do silnie obsadzonej grupy z gospodarzami turnieju oraz Peru i Brazylią. 14 czerwca 1978 Argentyńczycy podjęli w Rosario Biało-czerwonych. Od 16. minuty, po strzale głową Mario Kempesa, prowadzili zawodnicy Césara Luisa Menottiego. W 38. minucie przed Polakami stanęła szansa na wyrównanie, jednak Kazimierz Deyna (według ówczesnych nieprecyzyjnych wyliczeń rozgrywający setny mecz w drużynie narodowej) nie wykorzystał rzutu karnego. W drugiej połowie Kempes po raz drugi pokonał Tomaszewskiego. Po tym meczu w bramce stanął Zygmunt Kukla. Polacy wygrali co prawda 1:0 drugi mecz z Peru, jednak w trzecim ulegli 1:3 Brazylijczykom i zakończyli występy w mundialu, pozostając poza strefą medalową.

### Lata 1978–1980 – Ryszard Kulesza
Występ w Argentynie oznaczał koniec selekcjonerskiej kadencji Jacka Gmocha, którego obarczono odpowiedzialnością za słaby (względem wysokich oczekiwań) występ reprezentacji. Z drużyną narodową pożegnali się także trzej brązowi medaliści poprzedniego mundialu: Deyna, Gorgoń i Kasperczak, którzy wkrótce opuścili Polskę w celu kontynuowania kariery zawodniczej za granicą. Jacek Gmoch poprowadził jeszcze reprezentację w towarzyskim meczu z Finlandią i otwierającym eliminacje kolejnych Mistrzostw Europy spotkaniu z Islandią, wygranym przez Polaków 2:0.
Kolejnym selekcjonerem reprezentacji władze PZPN wybrały Ryszarda Kuleszę, szkoleniowca od kilku lat związanego zawodowo z krajową federacją, jako trener zespołów młodzieżowych U-21 i U-23, a także jako asystent Górskiego i Gmocha. Za jego sprawą w kadrze pojawili się debiutanci: obrońca Stefan Majewski (Zawisza Bydgoszcz), napastnik Włodzimierz Ciołek (Stal Mielec) oraz bramkarz Józef Młynarczyk (Odra Opole). Kariery reprezentacyjne zakończyli natomiast Masztaler, Maculewicz, a kilka miesięcy później Leszek Ćmikiewicz.
Pod kierunkiem Kuleszy Polacy przystąpili do eliminacji Mistrzostw Europy. Oprócz Islandii rywalami byli Szwajcarzy, Niemcy Wschodni i Holendrzy. W listopadzie Polacy pokonali 2:0 Szwajcarów, a kolejne mecze eliminacyjne rozegrali wiosną 1979. 18 kwietnia ulegli w Lipsku 1:2 NRD, ale już 2 maja pokonali, tak jak cztery lat wcześniej występujących w roli wicemistrzów świata Holendrów. Na Stadionie Śląskim w Chorzowie padł wynik 2:0, a bramki strzelili Zbigniew Boniek i Włodzimierz Mazur. Do rundy rewanżowej jesienią 1979 Polacy przystąpili z dużymi nadziejami na awans, przedłużanymi korzystnymi wynikami ze Szwajcarią (2:0), NRD (1:1) i Islandią (2:0). W ostatnim spotkaniu w Amsterdamie długo utrzymywał się korzystny dla Polski wynik 1:0, po bramce Wojciecha Rudego. Jednak w 66. minucie gol Huuba Stevensa wyrównał stan meczu. Nadzieje Polaków na awans rozwiały się w połowie listopada, gdy Holendrzy pokonali 3:2 NRD, zdobywając promocję do finałów Mistrzostw Europy. Przez całe eliminacje Kulesza delegował do gry w miarę stabilny skład. Rolę lidera reprezentacji po Kazimierzu Deynie przejmował powoli Zbigniew Boniek. Oprócz niego wszystkie mecze eliminacyjne za kadencji Kuleszy rozegrali Zygmunt Kukla, Antoni Szymanowski, Adam Nawałka i Grzegorz Lato. Niemal równie często pojawiali się na boisku Marek Dziuba, Paweł Janas, Wojciech Rudy, Roman Ogaza i Stanisław Terlecki, a wspomagani byli m.in. przez Władysława Żmudę, Stefana Majewskiego, Leszka Lipkę czy Włodzimierza Mazura. W 1980 reprezentacja Polski wystąpiła w serii meczów towarzyskich, w których debiutowali m.in. Andrzej Buncol, Andrzej Pałasz, Włodzimierz Smolarek i Waldemar Matysik. Z kadrą żegnali się zaś tacy zawodnicy jak Antoni Szymanowski, Kazimierz Kmiecik i Adam Nawałka. 24 września 1980 w spotkaniu z Czechosłowacją po raz ostatni jako reprezentant Polski zagrał Włodzimierz Lubański.
7 grudnia 1980 na stadionie w Gżira rozpoczęły się dla reprezentacji Polski eliminacje Mistrzostw Świata w Hiszpanii. Przeciwnikiem była drużyna Malty. W 77. minucie, z powodu zamieszek na trybunach, sędzia przerwał spotkanie przy wyniku 2:0 dla Polski. Był to, jak się później okazało, ostatni mecz pod wodzą Kuleszy. W dniach poprzedzających mecz doszło bowiem do tzw. afery na Okęciu. Według późniejszych relacji bramkarz Józef Młynarczyk pojawił się na lotnisku w stanie nietrzeźwym. Kulesza postanowił zostawić go w kraju, jednak po stronie Młynarczyka opowiedzieli się Zbigniew Boniek, Stanisław Terlecki i Władysław Żmuda. Cała czwórka udała się wraz z resztą kadry na przedmeczowe zgrupowanie we Włoszech, jednak po interwencjach władz PZPN, już z Rzymu wróciła do kraju. 22 grudnia 1980 Kulesza został zdymisjonowany, zaś czterej bohaterowie afery na Okęciu zostali zdyskwalifikowani. Wkrótce jednak wszyscy, z wyjątkiem Terleckiego, mieli wrócić do składu reprezentacji.

### Lata 1981–1986 – Antoni Piechniczek
Na przełomie stycznia i lutego 1981 na tournée do Japonii udała się drużyna młodzieżowa prowadzona przez Waldemara Obrębskiego. W czterech meczach młodzieżowcy odnieśli cztery zwycięstwa nad swoimi japońskimi rówieśnikami. Jak się później okazało spotkania drużyny Obrębskiego były oficjalnymi meczami pierwszej reprezentacji. To właśnie w tych pojedynkach jako pełnoprawni reprezentanci Polski debiutowali m.in. Jacek Kazimierski i Marek Ostrowski, zaś występ w dorosłej drużynie narodowej miał już za sobą Waldemar Matysik.

#### 1982 – 3. miejsce na Mistrzostwach Świata
Po dymisji Kuleszy kierownictwo PZPN powierzyło funkcję selekcjonera Antoniemu Piechniczkowi, który kilka tygodni wcześniej podjął pracę w chorzowskim Ruchu. W 1981 zawodnicy kadry narodowej wznowili grę w eliminacjach hiszpańskiego mundialu. 2 maja w Chorzowie biało-czerwoni pokonali 1:0 zespół NRD. W emocjonującym spotkaniu rewanżowym 10 października w Lipsku ponownie Polacy okazali się lepsi wygrywając 3:2, przy czym już w 5. minucie prowadzili 2:0. Pewni awansu do gier finałowych zawodnicy Piechniczka pod koniec października pokonali 2:1 w towarzyskim spotkaniu w Buenos Aires obrońców tytułu, Argentyńczyków, a dwa tygodnie później zakończyli rozgrywki eliminacyjne ogrywając Maltę 6:0. W ciągu roku zrehabilitowano trzech uczestników afery na Okęciu – Bońka, Młynarczyka i Żmudę, którzy wrócili do kadry i szybko zaczęli odgrywać w niej wiodące role. Boniek wyrósł na prawdziwą gwiazdę drużyny, Młynarczyk zastąpił w bramce Tomaszewskiego, zaś Żmuda stał się filarem obrony, by wreszcie stać się kapitanem biało-czerwonych. Ostatnie w 1981 spotkanie reprezentacji, towarzyski mecz z gospodarzami nadchodzącego mundialu, był zarazem ostatnim występem w kadrze Jana Tomaszewskiego, który jednocześnie po raz pierwszy i jedyny wystąpił w roli kapitana. Po przerwie został zastąpiony przez Piotra Mowlika, który również po raz ostatni zagrał w reprezentacji, choć znalazł się jeszcze jako rezerwowy w kadrze na Mistrzostwa.
13 grudnia 1981 wprowadzono w Polsce stan wojenny. Z tego względu wiosną 1982 drużyna narodowa nie rozegrała żadnego meczu. Jednocześnie jednak szczególne były oczekiwania względem zespołu reprezentacyjnego, zarówno ze strony władz, jak i społeczeństwa.
Na turniej finałowy w Hiszpanii Piechniczek zabrał w większości zawodników, którzy wywalczyli awans. Zabrakło m.in. młodego Dariusza Dziekanowskiego (Gwardia Warszawa), który debiutował w rewanżowym spotkaniu z Maltą. Trzeci mundial w karierze miał zaliczyć nie tylko Władysław Żmuda, ale i utrzymujący wciąż wysoką formę Grzegorz Lato i Andrzej Szarmach. W innej roli jechał na mistrzostwa Marek Kusto, który zarówno w 1974, jak i w 1978 był zaledwie rezerwowym, ani razu nie wchodząc na boisko. Wyjściowa jedenastka reprezentacji Polski niewiele odbiegała od składów z gier eliminacyjnych. Do premierowego pojedynku z Włochami, 14 czerwca 1982 w Vigo, Piechniczek delegował Józefa Młynarczyka (Widzew Łódź) w bramce, Stefana Majewskiego (Legia Warszawa), Władysława Żmudę (Widzew Łódź), Pawła Janasa (Legia Warszawa) i Jana Jałochę (Wisła Kraków) w obronie, Grzegorza Latę (KSC Lokeren), Waldemara Matysika (Górnik Zabrze), Zbigniewa Bońka (Widzew Łódź) i Andrzeja Buncola (Legia Warszawa) w pomocy oraz Andrzeja Iwana (Wisła Kraków) i Włodzimierza Smolarka (Widzew Łódź) na ataku. W drugiej połowie, zmieniając Iwana, w finałach mistrzostw zadebiutował po ośmiu latach oczekiwania Marek Kusto (Legia Warszawa). Mecz z Włochami zakończył się bezbramkowym remisem, podobnie jak następne spotkanie z Kamerunem. Aby awansować do dalszych gier, Polacy potrzebowali zwycięstwa w meczu z Peru. Piechniczek dokonał zmian w składzie, delegując do gry w pierwszej jedenastce Janusza Kupcewicza (Arka Gdynia). Z powodu kontuzji doznanej w meczu z Kamerunem wypadł ze składu Iwan, który więcej w Hiszpanii nie zagrał. Boniek został przesunięty do ataku, gdzie stworzył skuteczny duet z klubowym kolegą Smolarkiem. Ostatecznie Polacy ograli Peru 5:1 po golach Smolarka, Laty, Bońka, Buncola i wprowadzonego po przerwie Włodzimierza Ciołka (Stal Mielec).
W drugiej rundzie tym razem grupy liczyły po trzy drużyny, a zwycięzcy grup kwalifikowali się do półfinałów. Przeciwnikami Polaków byli Belgowie i ZSRR. Rozegrany 28 czerwca 1982 mecz z Belgami był popisem umiejętności strzeleckich lidera drużyny – Zbigniew Boniek strzelił wszystkie trzy bramki, podczas gdy Belgowie nie byli w stanie ani razu pokonać Młynarczyka. I tym razem selekcjoner dokonał korekt w wyjściowym składzie, zastępując kontuzjowanego Jałochę Markiem Dziubą (ŁKS Łódź), który zamienił się stronami z występującym dotychczas na prawej obronie Stefanem Majewskim. Jak zawsze, choć tym razem szczególny (z racji panującego wciąż w Polsce stanu wojennego) dodatkowy kontekst społeczno-polityczny miało spotkanie z ZSRR, decydujące o awansie do półfinału. I tym razem, podobnie jak na Igrzyskach w Monachium, górą byli Polacy, którzy osiągnęli korzystny dla nich bezbramkowy remis. Do historii polskiej piłki nożnej przeszła gra na czas Włodzimierza Smolarka, który w końcowych minutach przetrzymywał piłkę tuż przy linii końcowej boiska.
Włosi mieli być przeciwnikami Polaków w walce o finał planowanej na 8 lipca na stadionie Camp Nou w Barcelonie. Zespół Piechniczka musiał jednak do niej przystąpić osłabiony, gdyż limit żółtych kartek wyczerpał Zbigniew Boniek. Selekcjoner nie zdecydował się przy tym delegować w miejsce Bońka Andrzeja Szarmacha (AJ Auxerre), co później krytykowano jako błąd Piechniczka. W pierwszej jedenastce wyszedł natomiast Ciołek w roli pomocnika, zaś do ataku przesunięty został Lato. Biało-czerwoni nie byli jednak w stanie zatrzymać Włochów, przyszłych mistrzów świata, a zwłaszcza świetnie dysponowanego tego dnia Paolo Rossiego, który dwukrotnie pokonał Młynarczyka. 10 lipca w Alicante drużyna Piechniczka zmierzyła się z Francuzami w spotkaniu o 3. miejsce. Tym razem Andrzej Szarmach zdobył zaufanie selekcjonera i wyszedł w pierwszym składzie, w miejsce Smolarka. Popularny Diabeł był też strzelcem pierwszej bramki dla Polaków, wyrównując stan meczu na 1:1. Tuż przed przerwą bramkę głową zdobył Majewski, a zaraz po wznowieniu trzeciego gola dołożył Kupcewicz. Na niecałe 20 minut przed końcem jednym golem odpowiedzieli Trójkolorowi i mecz zakończył się zwycięstwem Polski 3:2.
Jedną z największych gwiazd, nie tylko reprezentacji, ale i całego turnieju był Zbigniew Boniek, który po Mistrzostwach przeniósł się z Widzewa do Juventusu, gdzie podobnie jak w zespole reprezentacyjnym miał odgrywać wiodącą rolę. Z kadrą pożegnał się natomiast na stałe Andrzej Szarmach, zaś Grzegorz Lato miał wrócić do niej po dwóch latach na swój pożegnalny występ. Dymisję ze stanowiska selekcjonera złożył Antoni Piechniczek, jednak władze PZPN uznały, że powinien on kontynuować pracę z kadrą.

#### 1986 – 1/8 finału Mistrzostw Świata
Drużyna polska słabo spisała się w eliminacjach Mistrzostw Europy wygrywając jedynie na wyjeździe z Finlandią 3:2. Dwukrotnie uległa Portugalczykom (1:2 na wyjeździe i 0:1 we Wrocławiu). Z zespołem ZSRR wpierw zremisowała (1:1 w Chorzowie), a następnie przegrała (0:2 na moskiewskich Łużnikach). Zremisowała również 1:1 w rewanżowym meczu z Finami w Warszawie. Z eliminacji tych do historii przeszedł ostatni mecz z Portugalią we Wrocławiu, w trakcie którego kibice głośno wspierali Portugalię i chcieli porażki Polaków, ponieważ tylko zwycięstwo Portugalczyków dawało szansę wyeliminowania nielubianego zwłaszcza po stanie wojennym zespołu ZSRR. Portugalia istotnie wygrała, w następnym meczu pokonała ZSRR i wywalczyła awans.
W 1983 po raz ostatni zagrał Kupcewicz, a w kolejnym roku ten sam los spotkał Janasa i Kustę. 17 kwietnia 1984 odbył się w Warszawie mecz z Belgią, w którym z reprezentacją pożegnał się Grzegorz Lato. W ciągu dwóch lat od zakończenia Mistrzostw Świata w Hiszpanii Piechniczek dokonał wielu znaczących zmian w składzie. Jacek Kazimierski (Legia Warszawa) coraz częściej zastępował w bramce Józefa Młynarczyka. Stałym punktem obrony reprezentacji został Roman Wójcicki (Widzew Łódź), a w przednich formacjach do głosu dochodził utalentowany Dariusz Dziekanowski (Widzew Łódź). Jednocześnie jednak wiodąca rola takich zawodników jak Boniek, Buncol, Majewski czy Smolarek wydawała się niepodważalna. Piechniczek wprowadził również do reprezentacji kilku debiutantów, m.in. Dariusza Kubickiego, Krzysztofa Pawlaka, Waldemara Prusika, Krzysztofa Warzychę, Jana Furtoka, Jana Karasia, Ryszarda Tarasiewicza i Dariusza Wdowczyka.
17 października 1984 rozpoczęły się drugie dla Piechniczka eliminacje Mistrzostw Świata. W Zabrzu Polacy pokonali 3:1 Greków po bramce Smolarka i dwóch golach Dziekanowskiego. Remis 2:2 w spotkaniu z Albanią ostudził nadzieje kibiców. W maju 1985 Polacy rozegrali serię trzech wyjazdowych meczów eliminacyjnych. Zaczęli od porażki 0:2 z Belgią. Później wygrali 4:1 z Grekami by na koniec pokonać 1:0 Albańczyków. Jedyną bramkę tego spotkania strzelił Zbigniew Boniek, który dzień wcześniej w barwach Juventusu uczestniczył w tragicznym finale Pucharu Mistrzów na stadionie Heysel w Brukseli. 11 września 1985 Polacy w meczu z Belgią na Stadionie Śląskim odnotowali bezbramkowy remis, premiujący ich awansem do finałów mundialu. 16 listopada w towarzyskim spotkaniu biało-czerwoni wygrali 1:0 z mistrzami świata Włochami po golu Dariusza Dziekanowskiego (wówczas już gracza Legii).
Przed turniejem finałowym Polacy rozegrali trzy mecze towarzyskie, w których raz zremisowali, a dwukrotnie przegrali. Do Meksyku Piechniczek zabrał zaufanych zawodników, którzy uczestniczyli w większości gier eliminacyjnych. Mimo rosnącej konkurencji ze strony Kazimierskiego w bramce niezastąpiony pozostał Józef Młynarczyk (FC Porto). W obronie grali Krzysztof Pawlak (Lech Poznań) lub Kazimierz Przybyś (Widzew Łódź) oraz Roman Wójcicki (Widzew Łódź), Stefan Majewski (1. FC Kaiserslautern) i Marek Ostrowski (Pogoń Szczecin). W przednich formacjach Piechniczek postawił na Dziekanowskiego oraz sprawdzony na poprzednim mundialu duet Boniek-Smolarek. Większa rotacja miała miejsce w środku, gdzie grali m.in. Waldemar Matysik, Ryszard Komornicki (obaj Górnik Zabrze) i Jan Karaś (Legia Warszawa). Meksykański turniej zaczął się od bezbramkowego remisu z Marokiem. Jedyna bramka strzelona przez Polaków na tej imprezie padła w kolejnym meczu. Gol Włodzimierza Smolarka dał jednocześnie drużynie zwycięstwo nad Portugalią. W ostatnim meczu grupowym Polacy przegrali 0:3 z Anglią, przy czym wszystkie bramki dla Anglików strzelił Gary Lineker. Mimo zajęcia 3. miejsca w grupie reprezentacji Polski dzięki korzystnemu bilansowi udało się uzyskać awans do gier 1/8 finału. Jednak wysoka porażka (0:4) z Brazylią zakończyła występy Polaków w Meksyku. W 84. minucie tego spotkania na boisku pojawił się Władysław Żmuda (US Cremonese), zaliczając tym samym występ na czwartym mundialu. Było to jednocześnie jego pożegnanie z kadrą narodową, podobnie jak w przypadku Józefa Młynarczyka i Stefana Majewskiego. Andrzej Buncol, który po Mistrzostwach wyjechał do RFN i przyjął zachodnioniemieckie obywatelstwo także nie zagrał więcej w polskiej drużynie narodowej. Antoni Piechniczek, tak jak cztery lata wcześniej podał się do dymisji, która tym razem została przyjęta.

## Lata 1986–2000

### Lata 1986–1989 – Wojciech Łazarek
Po dymisji Piechniczka stanowisko selekcjonera zostało po raz pierwszy w historii obsadzone w drodze konkursu. Jego zwycięzcą został Wojciech Łazarek, mający za sobą sukcesy w poznańskim Lechu. Bez sukcesu prowadził on kadrę w eliminacjach Euro 1988, w których Polacy musieli uznać wyższość nie tylko Holendrów (0:0 i 0:2), ale także Greków (2:1 i 0:1) i Węgrów (3:5 i 3:2). Niżej od Polski uplasował się jedynie Cypr, któremu jednak udało się w kwietniu 1987 wywalczyć w meczu z biało-czerwonymi niespodziewany bezbramkowy remis.
Mimo porażki w eliminacjach Mistrzostw Europy Łazarek pozostał na stanowisku i poprowadził kadrę w meczach o awans do mundialu we Włoszech. Podopiecznym Łazarka udało się jedynie pokonać na początku eliminacji Albanię (1:0). Po wyjazdowych porażkach ze Szwecją (1:2) w maju i z Anglią (0:3) w czerwcu 1989 selekcjoner złożył dymisję.
Reprezentacja Polski za kadencji Łazarka nie miała ustabilizowanego składu, selekcjoner dokonywał częstych zmian w kadrze, wprowadzając do niej nowych zawodników, podejmując przy tym wiele zaskakujących decyzji personalnych. Kilku znanych piłkarzy – uczestników Mistrzostw Świata, pożegnało się wówczas z kadrą. Byli to m.in. Jacek Kazimierski, Krzysztof Pawlak, Kazimierz Przybyś, Andrzej Iwan, Marek Ostrowski, Jan Karaś, Roman Wójcicki i Waldemar Matysik. Po raz ostatni przed czteroletnią przerwą wystąpił w reprezentacji Włodzimierz Smolarek. 23 marca 1988 w towarzyskim spotkaniu z Irlandią Północną po raz ostatni w roli reprezentanta Polski, a także kapitana drużyny narodowej wystąpił jej wieloletni lider Zbigniew Boniek. Podobnej roli co Boniek nie udało się w tym okresie odegrać żadnemu piłkarzowi, choć na jego następców jako liderów kadry kreowano m.in. Dariusza Dziekanowskiego, Ryszarda Tarasiewicza czy Andrzeja Rudego, a później także Romana Koseckiego. O miejsce w bramce rywalizowali zaś m.in. Józef Wandzik i Jarosław Bako, a wśród graczy z pola istotną rolę odgrywali Dariusz Kubicki, Dariusz Wdowczyk, Waldemar Prusik, Krzysztof Warzycha, Jan Furtok czy Jan Urban. Kadencja Łazarka była także czasem debiutu dla takich zawodników jak wspomniani Rudy i Kosecki, a także Marek Leśniak, Robert Warzycha czy Jacek Ziober.

### Lata 1989–1993 – Andrzej Strejlau
Jesienią 1989 Polacy mieli jeszcze szanse na awans do mundialu. Przed grami eliminacyjnymi stanowisko selekcjonera objął Andrzej Strejlau. Nie udało mu się jednak wywalczyć awansu – biało-czerwoni najpierw bezbramkowo zremisowali z Anglią, a następnie przegrali 0:2 ze Szwecją, a na zakończenie pokonali 2:1 Albanię. Tym samym pierwszy raz od 1974 Polaków zabrakło na światowym czempionacie. Rok później prowadzeni przez Strejlaua zawodnicy przystąpili do eliminacji Mistrzostw Europy. Po raz kolejny rywalem reprezentacji Polski byli Anglicy, a oprócz nich Irlandczycy i Turcy. I tym razem Polakom nie udało się wywalczyć awansu do turnieju finałowego. Wygrali jedynie dwa mecze z Turkami (1:0 i 3:0), a w meczach z silniejszymi rywalami wywalczyli tylko trzy punkty, przegrywając z Anglikami na wyjeździe 0:2, a następnie remisując 0:0 i 3:3 z Irlandią i, na zakończenie eliminacji, 1:1 z Anglią.
W przeciwieństwie do Łazarka Strejlau dysponował bardziej ustabilizowanym składem, choć zaostrzyła się rywalizacja Wandzika i Baki o miejsce w bramce. Jednocześnie trzon kadry stanowili Dariusz Kubicki, Piotr Czachowski, Zbigniew Kaczmarek, Dariusz Wdowczyk, Robert Warzycha, Ryszard Tarasiewicz, Jacek Ziober, Krzysztof Warzycha i Roman Kosecki, zaś w eliminacjach Euro 1992 ważną rolę odgrywali także Piotr Soczyński, Jan Furtok i Jan Urban. W tym samym czasie z kadrą pożegnał się Dariusz Dziekanowski, a wraz z niepowodzeniem w eliminacjach Mistrzostw Europy dołączyli do niego Kubicki, Tarasiewicz, Urban i Wdowczyk.
W 1992 odbyły się Igrzyska Olimpijskie w Barcelonie. Po raz pierwszy w historii na Igrzyskach wystawiane były składy młodzieżowe (do lat 23). Polscy piłkarze, prowadzeni przez Janusza Wójcika dotarli do finału, przegranego 2:3 z gospodarzami. Sukces polskiej młodzieżówki jest warty odnotowania, m.in. dlatego, iż srebrni piłkarze z Barcelony mieli w kolejnych latach decydować o sile polskiej reprezentacji. Do czołowych graczy tego pokolenia należeli: Tomasz Łapiński, Marek Koźmiński, Tomasz Wałdoch, Piotr Świerczewski, Dariusz Adamczuk, Jerzy Brzęczek, Andrzej Juskowiak, Ryszard Staniek i Wojciech Kowalczyk.
W eliminacjach do World Cup 1994 rywalami Polaków byli znów Anglicy i Turcy. Skład silnie obsadzonej grupy uzupełniały reprezentacje Holandii, Norwegii i San Marino. Polacy zaczęli od zwycięstwa 1:0 z Turcją, a następnie zremisowali 2:2 z Holandią (prowadząc do 44. minuty 2:0). W spotkaniu z podopiecznymi Dicka Advocaata do kadry powrócił po czterech latach nieobecności gracz ligi holenderskiej Włodzimierz Smolarek. Był to jednak jego ostatni mecz w reprezentacji. W kwietniu 1993 Polska wygrała 1:0 z San Marino po kuriozalnej bramce strzelonej przez Jana Furtoka ręką. W rewanżu biało-czerwoni wygrali 3:0, by kilka dni później wywalczyć punkt w meczu z Anglią po remisie 1:1. Kluczowe mecze wyjazdowe z Anglią i Norwegią we wrześniu 1993 Polacy przegrali kolejno 0:3 i 0:1, praktycznie tracąc szansę awansu. Andrzej Strejlau przegrywając już trzecie z rzędu eliminacje do turnieju rangi mistrzowskiej podał się do dymisji.
Przez ten czas Polacy grali już mniej ustabilizowanym składem niż we wcześniejszych latach. Z kadry wypadł Wandzik, a Bako rywalizował tym razem z Adamem Matyskiem. Trzon zespołu ograniczał się zaś do Piotra Czachowskiego, Romana Szewczyka, Roberta Warzychy, Jerzego Brzęczka, Romana Koseckiego, Jacka Ziobera i kończącego reprezentacyjną karierę Jana Furtoka. Po kilkuletniej przerwie wrócili do reprezentacji Andrzej Rudy i Marek Leśniak. Starszych kolegów wspomagali srebrni medaliści z Barcelony: poza Brzęczkiem m.in. Marek Koźmiński, Piotr Świerczewski i Dariusz Adamczuk.
Jesienią 1993 w trzech ostatnich meczach eliminacji w roli tymczasowego selekcjonera wystąpił Lesław Ćmikiewicz, dotychczasowy asystent Strejlaua. Występujący w przebudowanym składzie Polacy przegrali wszystkie mecze: z Norwegią 0:3, z Turcją 1:2 i Holandią 1:3. Jarosław Bako, Piotr Czachowski, Jacek Ziober i Robert Warzycha zakończyli grę w reprezentacji.

### Lata 1993–1995 – Henryk Apostel
Następcą Strejlaua i Ćmikiewicza został w listopadzie Henryk Apostel, przed którym postawiono zadanie przygotowania piłkarzy do eliminacji Mistrzostw Europy. Udział w kwalifikacjach do Euro 1996 Polacy rozpoczęli we wrześniu 1994 od wyjazdowej porażki z Izraelem (1:2). W spotkaniu tym z reprezentacją pożegnał się Roman Szewczyk. W dwóch kolejnych meczach Polacy zdobyli cztery punkty wygrywając 1:0 z Azerbejdżanem i bezbramkowo remisując z Francją. Wiosną 1995 piłkarze Apostela przegrali 1:2 z Rumunią (wynik ustaliła samobójcza bramka Wandzika), a następnie pokonali 4:3 Izrael. Po samobójczej bramce z Rumunią i wpuszczeniu trzech goli z Izraelem Wandzik zakończył występy w reprezentacji. Nadzieje na awans do Euro 1996 przedłużyła wysoka (5:0) wygrana ze Słowacją. W decydującej rundzie gier eliminacyjnych Andrzej Woźniak wygrał z Maciejem Szczęsnym rywalizację o schedę po Wandziku. W sierpniowym meczu z Francją na paryskim Parc des Princes obronił rzut karny wykonywany przez Bixente Lizarazu i dobitkę Vincenta Guérina. Mecz zakończył się wynikiem 1:1, a postawę Woźniaka porównywano z występem Tomaszewskiego na Wembley. Polski bramkarz zyskał przydomek księcia Paryża (od nazwy stadionu). Po bezbramkowo zremisowanym meczu z Rumunią Polacy wciąż mieli szansę na zajęcie w grupie miejsca premiowanego awansem. O przegranej w eliminacjach zdecydowała porażka 1:4 ze Słowacją w Bratysławie. Mecz uznano za kompromitację polskiej drużyny, także dlatego, że za niesportowe zachowanie czerwone kartki otrzymali Roman Kosecki i Piotr Świerczewski, przy czym dla tego pierwszego, kapitana drużyny narodowej, oznaczało to koniec występów w polskiej kadrze. Po tym meczu Henryk Apostel złożył dymisję. Reprezentację poprowadził jeszcze w ostatnim meczu eliminacji. W rewanżowym spotkaniu z Azerbejdżanem, rozgrywanym na neutralnym terenie w tureckim Trabzonie padł bezbramkowy remis, przez co ostatecznie w eliminacjach do Euro 1996 reprezentacja Polski uplasowała się na 4. miejscu za Rumunią, Francją oraz Słowacją.
I tym razem w składzie polskiej kadry brakowało stabilizacji, choć kilku zawodnikom udało się zachować miejsce w wyjściowej jedenastce w większości meczów eliminacyjnych. Trzon drużyny stanowili Tomasz Wałdoch, Waldemar Jaskulski, Piotr Świerczewski, Marek Koźmiński i Andrzej Juskowiak. Do niesławnego meczu ze Słowacją liderem drużyny był Roman Kosecki. W kilku meczach pokazali się także tacy zawodnicy jak Sylwester Czereszewski, Krzysztof Bukalski, Henryk Bałuszyński, Marek Świerczewski, Piotr Nowak, Jacek Zieliński i Tomasz Iwan, a także olimpijczycy z Barcelony: Tomasz Łapiński, Tomasz Wieszczycki i Wojciech Kowalczyk.

### Lata 1996–1997 – Władysław Stachurski i Antoni Piechniczek

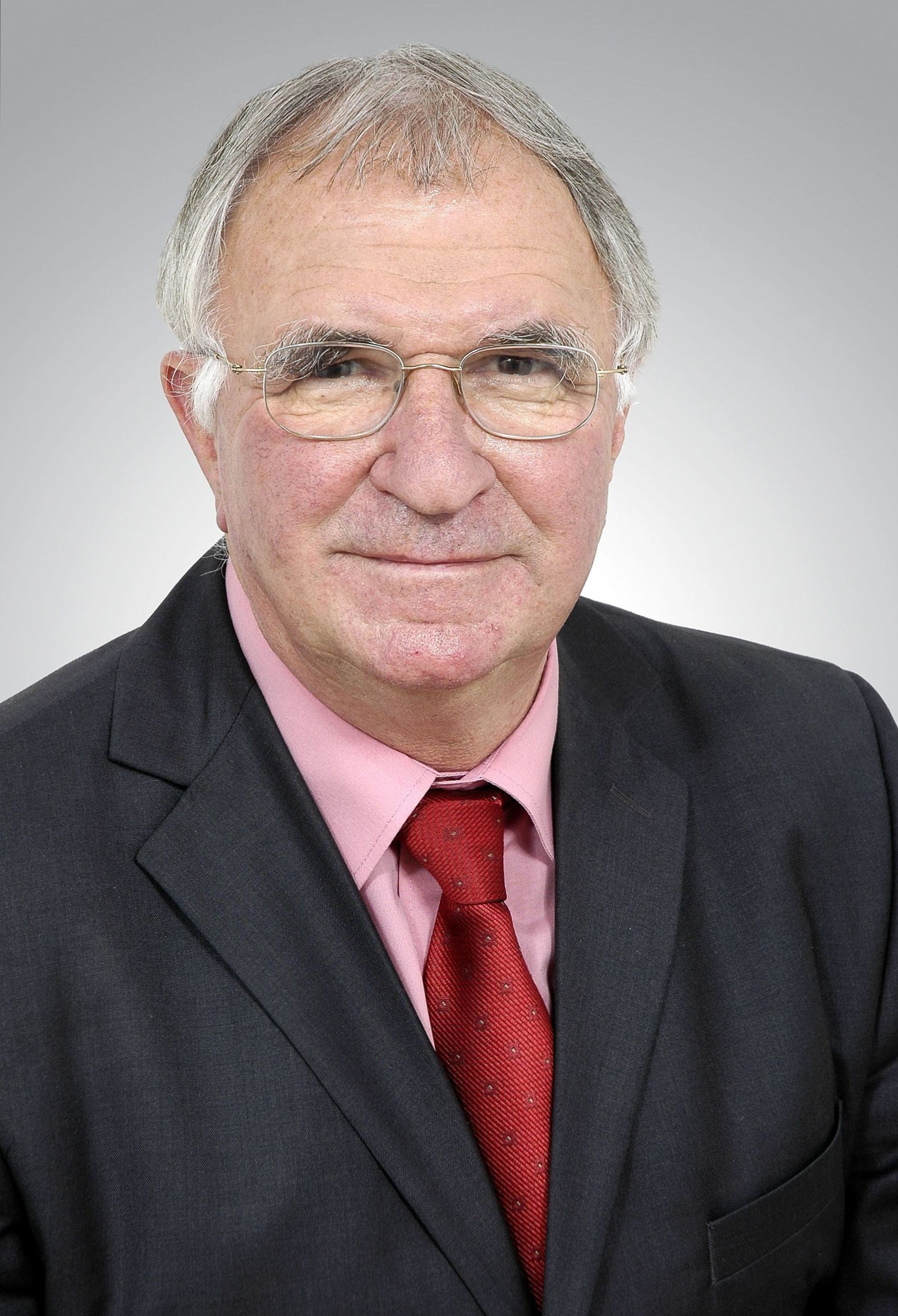
Antoni Piechniczek

W pierwszej połowie 1996 cztery towarzyskie mecze bez zwycięstwa rozegrała reprezentacja pod wodzą Władysława Stachurskiego. Nowy selekcjoner został zdymisjonowany po remisie 1:1 z Białorusią. Wcześniej, w przegranym 0:5 spotkaniu z Japonią zadebiutował Marek Citko, a w pożegnalnej dla Stachurskiego grze z Białorusinami po raz pierwszy w drużynie narodowej pojawił Marek Saganowski, debiutujący w wieku 17 lat jako drugi najmłodszy piłkarz w historii polskiej drużyny narodowej (młodszy był jedynie Włodzimierz Lubański).
Po dymisji Stachurskiego funkcję selekcjonera powierzono Antoniemu Piechniczkowi. Jego drugie podejście do pracy z kadrą nie było już jednak tak udane jak w latach 80. Swoją drugą selekcjonerską kadencję rozpoczął od porażki 0:2 w meczu towarzyskim z Rosją w Moskwie. Wówczas w drużynie narodowej po raz pierwszy pojawił się Jerzy Dudek, który jednak nie wszedł na boisko i na debiut musiał czekać do 1998. Po tym meczu z występów w reprezentacji zrezygnowali natomiast Tomasz Iwan, Andrzej Juskowiak i Wojciech Kowalczyk, obrażeni na selekcjonera po tym, gdy ten zdjął ich po pierwszej połowie z boiska.
Jesienią 1996 Polacy przystępowali do eliminacji mundialu 1998 mając za sobą 12 meczów bez zwycięstwa, a na otwarcie gier eliminacyjnych przegrali 1:2 z Anglią w Londynie. Po 23 latach od bramki Jana Domarskiego polski piłkarz strzelił gola na Wembley. Strzelcem był Marek Citko. Jego występ przeciwko Anglikom przyniósł mu sławę i uznanie nie tylko w Polsce. W przerwie zimowej piłkarz Widzewa bliski był przejścia do angielskiego Blackburn Rovers, jednak nie zdecydował się na przenosiny do Premier League, a wkrótce potem doznał poważnej kontuzji, która zakończyła jego reprezentacyjną karierę. W międzyczasie Polacy odnieśli pierwsze od prawie półtora roku zwycięstwo, pokonując 2:1 Mołdawię w drugim meczu eliminacji Mistrzostw Świata. Po słabym występie na Wembley Andrzej Woźniak stracił miejsce w reprezentacyjnej bramce. Wcześniej, niezadowolony z roli rezerwowego w meczu z Anglią, z występów w kadrze zrezygnował Maciej Szczęsny. Wobec tego pierwszym bramkarzem reprezentacji został 20-letni Grzegorz Szamotulski. Na decydujące mecze eliminacji w 1997 do drużyny powrócił jednak Woźniak. Po Romanie Koseckim funkcję lidera wraz z opaską kapitana przejął Piotr Nowak. W drużynie znów znalazł się Krzysztof Warzycha, by po kilku meczach ostatecznie pożegnać się z kadrą narodową. Po przymusowej banicji związanej z karą za czerwoną kartkę w Bratysławie do reprezentacji powrócił również Piotr Świerczewski. Ponownie znaleźli się w niej pogodzeni z selekcjonerem Andrzej Juskowiak i Wojciech Kowalczyk. Jednak ten drugi, wciąż nie mogąc pogodzić się z rolą rezerwowego na powrót popadł w konflikt z Piechniczkiem i został odsunięty od drużyny. Do najbardziej zaufanych zawodników selekcjonera należeli natomiast Paweł Wojtala, Jacek Zieliński, Marek Jóźwiak, Tomasz Hajto, Tomasz Wałdoch, Henryk Bałuszyński, a w kolejnych meczach także Adam Ledwoń i Radosław Kałużny. Wiosenne mecze zdecydowały o przegranej w eliminacjach. W kwietniu 1997 biało-czerwonym dwukrotnie nie udało się pokonać Włochów. Pierwszy mecz w Chorzowie zakończył się bezbramkowym remisem, a jego bohaterem obwołano obrońcę Pawła Skrzypka, który wyłączył z gry słynnego Gianfranco Zolę. Zawodnik ten jednak wkrótce wypadł z kadry pierwszej reprezentacji. W rewanżowym meczu w Neapolu Polacy przegrali 0:3. 31 maja 1997 zakończyła się druga kadencja Antoniego Piechniczka. Tego dnia Polacy przegrali w Chorzowie z Anglią 0:2, tracąc szansę na awans. Karierę reprezentacyjną zakończyli Woźniak i Nowak.
Tymczasowo funkcję selekcjonera powierzono asystentowi Piechniczka Krzysztofowi Pawlakowi. Pod jego wodzą występujący w eksperymentalnym składzie Polacy pokonali 4:1 Gruzję w kolejnym meczu eliminacji Mistrzostw Świata.

### Lata 1997–1999 – Janusz Wójcik
Pod koniec lipca 1997 władze PZPN ogłosiły decyzję o powierzeniu funkcji selekcjonera Januszowi Wójcikowi. Szkoleniowiec ten od czasu zdobycia srebrnego medalu w Barcelonie wielokrotnie był faworytem mediów do objęcia stanowiska trenera dorosłej kadry. Pierwszym zadaniem nowego selekcjonera było dokończenie eliminacji Mistrzostw Świata. W drużynie dominowali dawni podopieczni Wójcika z drużyny olimpijskiej. Podobnie jak 5 lat wcześniej w Barcelonie w bramce stanął Aleksander Kłak, obroną kierował Tomasz Łapiński, wspomagany przez Tomasza Wałdocha i Marka Koźmińskiego, rozgrywającym i kapitanem zespołu został Jerzy Brzęczek a atak tworzyli Wojciech Kowalczyk i Andrzej Juskowiak. Swoją kadencję selekcjonerską rozpoczął od zwycięstwa w meczu z Węgrami w Warszawie 1:0 po bramce Krzysztofa Ratajczyka. Po hat tricku Andrzeja Juskowiaka Polacy pokonali w Kiszyniowie Mołdawię 3:0. Kilka dni później takim samym stosunkiem bramek przegrali jednak w Tbilisi z Gruzją.
Po serii meczów towarzyskich Polacy rozpoczęli udział w eliminacjach Mistrzostw Europy. Po wysokich wygranych po 3:0 w Burgasie z Bułgarią i w Warszawie z Luksemburgiem wzrosły nadzieje na awans do finałów. Zostały one jednak ostudzone wiosną 1999 po dwóch porażkach: 1:3 z Anglią na Wembley i 0:1 ze Szwecją w Chorzowie. W meczu w Londynie jedyną bramkę dla Polski strzelił Jerzy Brzęczek, podczas gdy hat trickiem dla Anglików popisał się Paul Scholes. Polacy zachowali jednak szansę na odniesienie sukcesu w eliminacjach wygrywając w czerwcu 2:0 z Bułgarią i 3:2 z Luksemburgiem. Po bezbramkowym remisie z Anglią we wrześniu biało-czerwoni walczyli już tylko o drugie miejsce umożliwiające grę w barażach. Do tego potrzebne było zdobycie co najmniej 1 punktu w ostatnim, wyjazdowym meczu z pewnymi już awansu Szwedami. Polacy przegrali jednak 0:2, a wkrótce po tym władze PZPN zrezygnowały z usług Wójcika.
W meczach eliminacyjnych selekcjoner zaufał stosunkowo niewielkiej grupie zawodników. W drużynie Wójcika pierwszym bramkarzem był Adam Matysek, który wygrał rywalizację z Kazimierzem Sidorczukiem. Filarami bloku obronnego byli Jacek Zieliński i Tomasz Łapiński. W środku pola w roli kapitana grał Jerzy Brzęczek, a w ataku Mirosław Trzeciak. Pewne miejsce w składzie mieli także grający w obronie i pomocy Rafał Siadaczka i Tomasz Hajto oraz ofensywny Tomasz Iwan. Do ataku często delegowany był Andrzej Juskowiak. W decydujących meczach wystąpili zaś Tomasz Wałdoch, Krzysztof Nowak i Artur Wichniarek. Przez całe eliminacje pomagali im Radosław Michalski, Jacek Bąk, Piotr Świerczewski i Tomasz Kłos. Po udanych meczach na początku eliminacji miejsce w drużynie stracił Sylwester Czereszewski (strzelec dwóch bramek w grze z Bułgarią), by odzyskać je w ostatnim meczu ze Szwecją. W meczach z Anglią i Szwecją wiosną 1999 dwukrotnie na boisko został wprowadzony Wojciech Kowalczyk, jednak były to jego ostatnie występy w reprezentacji. Po zakończeniu eliminacji w kadrze więcej nie pojawili się także Sidorczuk, Łapiński, Siadaczka, Brzęczek, Trzeciak i Czereszewski. Z reprezentacją pożegnał się także Krzysztof Nowak, który wkrótce na skutek poważnej choroby musiał zakończyć piłkarską karierę, a kilka lat później zmarł. Za kadencji Wójcika debiutowali natomiast tacy piłkarze jak Mirosław Szymkowiak, Tomasz Kłos, Jerzy Dudek, Bartosz Karwan, Jacek Krzynówek, Maciej Żurawski, Tomasz Frankowski, Michał Żewłakow czy Paweł Kryszałowicz, jednak wiodące role mieli oni odegrać dopiero pod kierunkiem kolejnych selekcjonerów.

## Po 2000 roku – ponownie na mistrzostwach świata i debiut na mistrzostwach Europy

### Lata 2000–2002 – Jerzy Engel

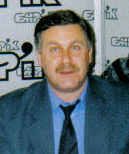
Jerzy Engel

Faworytem do objęcia stanowiska selekcjonera był Franciszek Smuda, mający za sobą szereg sukcesów z Widzewem Łódź i Wisłą Kraków. Nie został jednak zatrudniony przez PZPN, ponieważ obowiązywał go kontrakt z Legią, z którego nie chciał rezygnować. Wobec tego władze federacji podjęły współpracę z Jerzym Engelem. Pierwszym meczem Engela w roli selekcjonera było towarzyskie spotkanie z Hiszpanią rozegrane 26 stycznia 2000, a zakończone przegraną 0:3. Choć nowy selekcjoner rozpoczął pracę pod hasłem futbol na tak, pierwsze miesiące jego działalności wzbudziły pesymizm kibiców. W sześciu kolejnych meczach towarzyskich Polacy ani razu nie wygrali. Trwała zapoczątkowana jeszcze w czasie kadencji Wójcika seria meczów bez strzelonego gola. Między towarzyskim meczem z Hiszpanią w sierpniu 1999 (1:2), a także towarzyskim spotkaniem z Holandią w czerwcu 2000 (1:3) polscy piłkarze w sześciu meczach ani razu nie pokonali bramkarzy drużyn przeciwnych. W kadrze pojawiło się w tym czasie kilku nowych zawodników, jednak najbardziej efektownym debiutem był występ naturalizowanego Nigeryjczyka Emmanuela Olisadebe, który już w pierwszym meczu w polskich barwach (16 sierpnia 2000, Rumunia – Polska 1:1) strzelił bramkę. Olisadebe, który w przyśpieszonym trybie uzyskał polskie obywatelstwo wkrótce stał się podstawowym zawodnikiem kadry Engela.

#### 2002 – runda grupowa Mistrzostw Świata
Rozegrany 2 września 2000 mecz z Ukrainą w Kijowie, który otworzył eliminacje kolejnych Mistrzostw Świata (mających odbyć się w Japonii i Korei Południowej), jednocześnie zakończył kiepską passę Polaków. Podopieczni Jerzego Engela nieoczekiwane pokonali rywali 3:1 po dwóch bramkach Olisadebe i jednej Kałużnego. Na początku października Polacy pokonali 3:1 Białoruś (hat trick Kałużnego), a następnie bezbramkowo zremisowali 0:0 z Walią. Udane występy w eliminacjach piłkarze polscy kontynuowali w 2001. 24 marca pokonali w Oslo Norwegów 3:2, po dwóch bramkach Olisadebe i decydującym trafieniu Karwana. Cztery dni później w Warszawie Polska wygrała 4:0 z Armenią. Na początku czerwca reprezentanci zdobyli kolejne punkty pokonując 2:1 Walię w Cardiff i remisując 1:1 z Armenią w Erywaniu. 1 września 2001 w Chorzowie odbył się mecz z Norwegią. Wysoka wygrana biało-czerwonych 3:0 (bramki: Kryszałowicz, Olisadebe, Marcin Żewłakow) zapewniła im historyczny, pierwszy od 16 lat awans do Mistrzostw Świata. Zawodnicy Jerzego Engela wywalczyli promocję do finałów jako pierwsza drużyna z Europy. Pewni awansu Polacy cztery dni później w Mińsku zostali pokonani 4:1 przez walczących o możliwość gry w barażach Białorusinów. 6 października, na zakończenie eliminacji reprezentacja Polski zremisowała w Chorzowie 1:1 z Ukrainą.
Mecze eliminacyjne polska drużyna narodowa rozgrywała w dość ustabilizowanym składzie, w którym wiodące role grali Jerzy Dudek w bramce, obrońcy Tomasz Kłos i Michał Żewłakow, pomocnik Radosław Kałużny i napastnik Emmanuel Olisadebe, a także mogący grać w obronie i pomocy Tomasz Hajto czy Marek Koźmiński. Grę drużyny prowadził Piotr Świerczewski. W pierwszych meczach podstawowymi zawodnikami byli również Jacek Zieliński, Tomasz Iwan i Andrzej Juskowiak, a także Tomasz Wałdoch, który powrócił do gry w decydujących spotkaniach w finale eliminacji. Z czasem miejsce w drużynie wywalczyli Bartosz Karwan, Paweł Kryszałowicz i Arkadiusz Bąk. Role kluczowych rezerwowych odgrywali Jacek Krzynówek i Marcin Żewłakow.
Okres przygotowań do azjatyckiego mundialu polscy piłkarze spędzili rozgrywając spotkania towarzyskie. Po dwóch porażkach wiosną 2002 (0:2 z Japonią i 1:2 z Rumunią) coraz częściej zaczęto kwestionować metody przygotowawcze, krytykowano zaangażowanie trenera i piłkarzy w kampanie reklamowe. W kraju panował jednak nastrój oczekiwania na pierwszy od wielu lat międzynarodowy sukces reprezentacji Polski. Powołując kadrę Engel postawił na zawodników sprawdzonych w grach eliminacyjnych. Zabrakło m.in. Juskowiaka i kontuzjowanego Karwana. Poza kadrą znalazł się także Tomasz Iwan, co uznano za jedną z najbardziej zaskakujących decyzji selekcjonera. Także wyjściowa jedenastka miała niewiele różnić się od tej, którą zwykle delegował do gry Engel. Dominowali w niej zawodnicy klubów zagranicznych: Jerzy Dudek (Liverpool), Tomasz Hajto i Tomasz Wałdoch (obaj Schalke 04 Gelsenkirchen), Jacek Bąk (RC Lens), Michał Żewłakow (Excelsior Mouscron), Marek Koźmiński (Ancona Calcio), Radosław Kałużny (Energie Cottbus), Piotr Świerczewski (Olympique Marsylia), Jacek Krzynówek (1. FC Nürnberg) i Emmanuel Olisadebe (Panathinaikos AO). Jedynym graczem polskiej ekstraklasy był w tym zestawieniu Maciej Żurawski (Wisła Kraków).
Dwa pierwsze mundialowe mecze zawiodły jednak oczekiwania kibiców. 4 czerwca 2002 w Pusanie współgospodarze mistrzostw – Koreańczycy pokonali Polaków 2:0, przez cały mecz dominując, przede wszystkim pod względem szybkości. 10 czerwca w Chŏnju biało-czerwoni ponieśli dotkliwą porażkę (0:4, w tym trzy bramki Paulety) z Portugalią, tracąc jednocześnie szanse awansu do kolejnej rundy. W porównaniu z pierwszym meczem, w grze z Portugalią zabrakło jedynie kontuzjowanego Jacka Bąka. Do jedenastki wszedł natomiast Paweł Kryszałowicz (Eintracht Frankfurt), który dołączył do Olisadebe i Żurawskiego w trzyosobowym ataku. Znacznie poważniejszych zmian dokonał Engel przed mającym już wyłącznie znaczenie prestiżowe spotkaniem z USA. 14 czerwca w Daejeon w wyjściowej jedenastce pojawiło się aż pięciu zawodników, którzy do tej pory nie grali na Mistrzostwach: Radosław Majdan (Pogoń Szczecin), Arkadiusz Głowacki (Wisła Kraków) oraz Maciej Murawski, Jacek Zieliński i Cezary Kucharski (wszyscy Legia Warszawa). Z podstawowego dotychczas zestawienia w składzie pozostali Koźmiński, Krzynówek, Żurawski, Olisadebe i Kryszałowicz oraz mający za sobą wejście z ławki rezerwowych w meczu z Koreą Tomasz Kłos (1. FC Kaiserslautern). Grająca w rezerwowym składzie reprezentacja okazała się lepsza od Amerykanów, pokonując ich 3:1, po bramkach Olisadebe, Kryszałowicza i Marcina Żewłakowa (Excelsior Mouscron), który wszedł w drugiej połowie. Udział w mundialu zaliczyli także – w meczu z Portugalią – Arkadiusz Bąk (Widzew Łódź) i Tomasz Rząsa (Feyenoord) oraz – w meczu z USA – Paweł Sibik (Odra Wodzisław). Tomasz Wałdoch, który wszedł do gry w końcówce meczu ze Stanami Zjednoczonymi, zakończył tym meczem reprezentacyjną karierę.
Po powrocie do kraju drużynę i selekcjonera poddano mocnej krytyce, domagano się dymisji Engela. Część mediów zgłaszała poważne propozycje zatrudnienia szkoleniowca z zagranicy. Jerzy Engel tymczasem odpierał zarzuty i zgłaszał chęć kontynuowania pracy z kadrą. Władze krajowej federacji zdecydowały się jednak zakończyć z nim współpracę.

### Lata 2002–2006 – Zbigniew Boniek i Paweł Janas

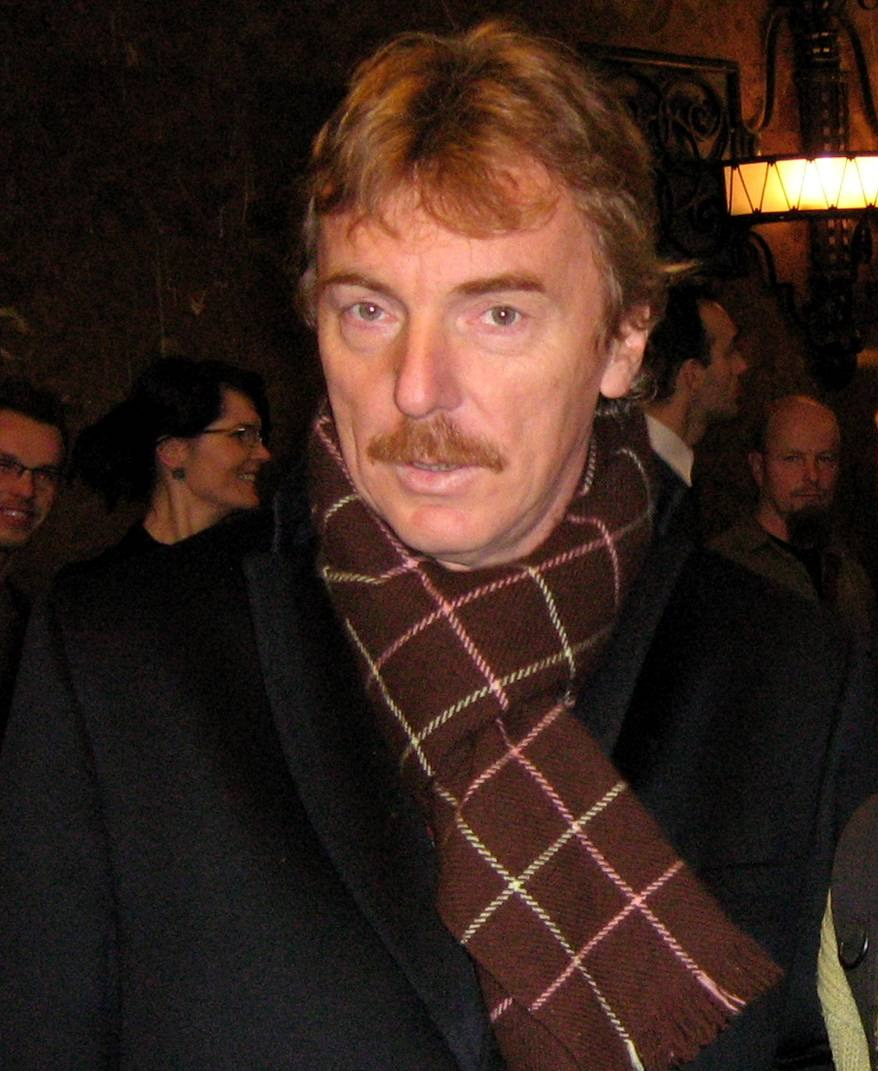
Zbigniew Boniek

Po porażce na mistrzostwach do pracy z reprezentacją zatrudniono Zbigniewa Bońka. Sięgnięcie po wybitnego piłkarza, który nie miał jednak większego doświadczenia w pracy szkoleniowej było sporym zaskoczeniem. Tym razem faworytem mediów był raczej opiekun krakowskiej Wisły Henryk Kasperczak, a chęć pracy z polską kadrą wyraził nawet były selekcjoner Hiszpanii Javier Clemente.
Zbigniew Boniek w roli selekcjonera zadebiutował 21 sierpnia 2002 meczem towarzyskim z Belgią w Szczecinie (1:1). Pierwszym poważnym sprawdzianem dla jego drużyny miały być mecze eliminacji Euro 2004. 7 września w Serravalle reprezentacja Polski pokonała 2:0 zespół San Marino. 12 października w Warszawie Polacy ponieśli niespodziewaną porażkę 0:1 z niżej notowaną Łotwą. Kilka dni później w towarzyskim meczu pokonali w Ostrowcu Świętokrzyskim 2:0 Nową Zelandię, a ponad miesiąc później, także w towarzyskim spotkaniu, ulegli 0:2 Duńczykom w Kopenhadze. W tym czasie działalność Bońka w roli szkoleniowca reprezentacji zaczęła być coraz częściej krytykowana przez media i kibiców. 3 grudnia przebywający za granicą Boniek ogłosił swoją dymisję, niecałe pół roku po nominacji.
W pięciu meczach Boniek skorzystał z usług aż 37 zawodników. Większość z nich miała już za sobą debiut w pierwszej reprezentacji, jednak nie należeli do podstawowych graczy drużyny Engela. Z filarów poprzedniego składu w ekipie Bońka zabrakło Koźmińskiego, Wałdocha, którzy zakończyli reprezentacyjne kariery, a także Krzynówka. W dwóch meczach pokazali się Dudek, Kałużny, Olisadebe i Zieliński, a tylko w jednym Karwan, Kryszałowicz, Hajto i Świerczewski. Podstawowymi graczami drużyny Bońka byli natomiast Jacek Bąk i Michał Żewłakow, a także rezerwowi wcześniej Mariusz Lewandowski, Kamil Kosowski i Maciej Żurawski oraz wracający do składu po kilkuletniej przerwie Krzysztof Ratajczyk i Artur Wichniarek. Natomiast w pierwszym meczu przeciwko Belgii wystąpił Radosław Majdan dla którego był ostatni mecz w kadrze narodowej.
Pod koniec grudnia zapadła we władzach piłkarskiej federacji decyzja o zatrudnieniu na stanowisku selekcjonera Pawła Janasa. Nowy szkoleniowiec objął obowiązki na początku stycznia 2003, z zadaniem walki o awans do Euro 2004. Udział w eliminacjach polscy zawodnicy wznowili na przełomie marca i kwietnia, remisując 0:0 z Węgrami w Chorzowie i pokonując 5:0 San Marino w Ostrowcu Świętokrzyskim. 11 czerwca podopieczni Janasa przegrali 0:3 w Sztokholmie ze Szwedami. We wrześniu piłkarze reprezentacji Polski zachowywali jeszcze szansę awansu. Po wygraniu 2:0 w Rydze z Łotwą ponieśli jednak porażkę 0:2 ze Szwecją na własnym boisku, w Chorzowie. W ostatniej kolejce spotkań eliminacyjnych ostateczny sukces Polaków był uzależniony nie tylko od wyniku wyjazdowej gry z Węgrami, ale także od rezultatu meczu Łotyszy ze Szwedami w Sztokholmie. Biało-czerwoni pokonali co prawda Węgrów 2:1, jednak w tym samym czasie Łotysze nieoczekiwanie wygrali 1:0 z pewnymi już bezpośredniego awansu Szwedami i tym samym wywalczyli sobie prawo gry w barażu, spychając Polaków na trzecie miejsce w grupie.
W porównaniu z kadencją Bońka w składzie drużyny narodowej zaszły istotne zmiany. Podstawowymi graczami na powrót stali się Jerzy Dudek, Tomasz Hajto i Jacek Bąk, a później także Tomasz Kłos, Jacek Krzynówek i Michał Żewłakow. Z reprezentacją pożegnali się natomiast Piotr Świerczewski, Krzysztof Ratajczyk i Artur Wichniarek. Ze składu kadry wypadł także jej niedawny czołowy strzelec Emmanuel Olisadebe, który powrócił w 2004 tylko na jedno spotkanie towarzyskie. Miejsce w pierwszej jedenastce wywalczyli sobie także Mirosław Szymkowiak, Kamil Kosowski i Maciej Żurawski. Selekcjoner dał również szansę Mariuszowi Lewandowskiemu, Pawłowi Kryszałowiczowi czy Markowi Saganowskiemu, jak również nowemu w kadrze Radosławowi Sobolewskiemu. Spośród mniej doświadczonych graczy coraz częściej w reprezentacji zaczęli pojawiać się debiutujący jeszcze u Jerzego Engela Marcin Baszczyński, Arkadiusz Głowacki i Grzegorz Rasiak oraz wprowadzeni przez Janasa Arkadiusz Radomski, Sebastian Mila, Ireneusz Jeleń czy Mariusz Jop.
Brak sukcesu w eliminacjach Mistrzostw Europy nie oznaczał końca pracy Pawła Janasa z reprezentacją. Jeszcze w listopadzie 2003 odbył się towarzyski mecz z Włochami w Warszawie. Polacy niespodziewanie pokonali aktualnych jeszcze wicemistrzów Europy 3:1. Mecz ten był jednocześnie oficjalnym pożegnaniem wieloletniego gracza, a także kapitana reprezentacji Jacka Zielińskiego.

#### 2006 – runda grupowa Mistrzostw Świata
Od początku 2004 reprezentacja ze zmiennym szczęściem brała udział w meczach towarzyskich, by od września zacząć eliminacje Mistrzostw Świata 2006. Po raz kolejny eliminacyjnymi rywalami Polaków byli Anglicy. Zanim jednak biało-czerwoni podjęli podopiecznych Svena-Görana Erikssona, udali się do Belfastu na eliminacyjny mecz z Irlandią Północną. Piłkarze Janasa wygrali 3:0. Cztery dni później ulegli Anglikom 1:2. W październiku reprezentacja Polski rozegrała w eliminacjach dwa mecze wyjazdowe. W Wiedniu pokonała Austrię 3:1, a w Cardiff Walię 3:2. W obu spotkaniach Polacy wychodzili na prowadzenie w ostatnim kwadransie gry. Wiosenną rundę meczów eliminacyjnych Polacy rozpoczęli od ogrania 8:0 drużyny Azerbejdżanu i zwycięstwa 1:0 nad Irlandią Północną. W czerwcu w rewanżowym spotkaniu z Azerbejdżanem padł wynik 3:0 dla Polski. Do wrześniowych meczów podopieczni Janasa przystępowali zatem z dużymi szansami na awans. A po zwycięstwach 3:2 z Austrią w Chorzowie i 1:0 z Walią w Warszawie wzrosły szanse na bezpośredni awans bez konieczności rozgrywania barażu. W październiku Polacy zmierzyli się na Old Trafford w Manchesterze z Anglią w spotkaniu decydującym o pierwszym miejscu w grupie. Przegrali co prawda 1:2, ale dzięki korzystnym rezultatom w innych grupach, już wcześniej zapewnili sobie bezpośredni awans z drugiego miejsca.

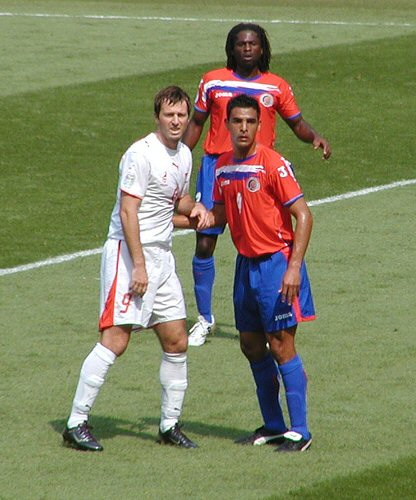
Maciej Żurawski (pierwszy z lewej) podczas meczu z Kostaryką na MŚ 2006

W meczach eliminacyjnych wzięło ponad 30 zawodników. Wykrystalizował się jednak trzon zespołu, w skład którego wchodzili doświadczeni w większości gracze, przede wszystkim kapitan Jacek Bąk, Jacek Krzynówek oraz Maciej Żurawski. Obok nich podstawowymi zawodnikami byli piłkarze również doświadczeni, ale którzy wcześniej musieli się zwykle zadowalać rolą rezerwowych: obrońcy Marcin Baszczyński i Tomasz Rząsa oraz pomocnicy Kamil Kosowski, Mirosław Szymkowiak i Radosław Sobolewski. Z zawodników będących filarami kadry Engela Janas dawał również szansę Tomaszowi Kłosowi, Radosławowi Kałużnemu i Michałowi Żewłakowowi, a także Tomaszowi Hajcie. W kadrze pojawiali się także mniej doświadczeni Mariusz Lewandowski i Sebastian Mila. Rolę pierwszego rezerwowego spełniał Arkadiusz Radomski. Na kluczowe eliminacje do składu na stałe trafił Euzebiusz Smolarek, który choć debiutował jeszcze u Jerzego Engela, z różnych powodów (kontuzje, brak zaufania selekcjonerów) nie był dotąd podstawowym zawodnikiem reprezentacji. W ataku partnerem Żurawskiego był zwykle często krytykowany przez kibiców Grzegorz Rasiak, a selekcjoner długo nie obdarzał zaufaniem Tomasza Frankowskiego. Napastnik Wisły i hiszpańskiego Elche CF częściej wchodził na boisko jako rezerwowy niż gracz pierwszej jedenastki. Nie przeszkodziło mu to strzelić 7 bramek i stać się wraz z Żurawskim najlepszym strzelcem drużyny. Podstawowym bramkarzem drużyny narodowej w większości meczów eliminacyjnych był zaś Jerzy Dudek. W sezonie 2005–2006 stracił jednak miejsce w składzie swojego klubu (Liverpool F.C.). Spowodowało to także utratę pozycji w reprezentacji, w której w trzech ostatnich meczach eliminacyjnych w roli bramkarza wystąpił Artur Boruc.
Przed mistrzostwami Polska rozegrała kilka słabszych meczów, między innymi przegrała wiosną 2006 roku 0:1 z USA, 0:1 z Litwą czy 1:2 z Kolumbią. Paweł Janas wprowadził do reprezentacji kilka nowych twarzy, m.in. Seweryna Gancarczyka czy Łukasza Fabiańskiego, ale także podjął kilka kontrowersyjnych decyzji – w drużynie jadącej na mundial nie znaleźli się Jerzy Dudek, Tomasz Kłos, Tomasz Rząsa i Tomasz Frankowski.
Mundial rozgrywany w 2006 w Niemczech został uznany za nieudany. 9 czerwca w swym pierwszym meczu Polska musiała uznać wyższość reprezentacji Ekwadoru, z którym przegrała 0:2. Kolejne spotkanie na mundialu Polacy zagrali 14 czerwca z gospodarzami turnieju – Niemcami. Był to zacięty i wyrównany pojedynek, w którym jednak Niemcy w ostatniej minucie zdobyli gola na 1:0. Jedyne zwycięstwo Polacy odnieśli 20 czerwca w ostatnim meczu przeciwko Kostaryce (2:1). Honor tej reprezentacji uratował obrońca Bartosz Bosacki, strzelając oba gole.
Podopieczni Pawła Janasa na Mistrzostwach grali w ustabilizowanym składzie – we wszystkich trzech spotkaniach zagrali: Artur Boruc w bramce, Marcin Baszczyński, Jacek Bąk i Michał Żewłakow w obronie, Jacek Krzynówek i Arkadiusz Radomski w pomocy oraz atakujący Euzebiusz Smolarek i Maciej Żurawski. Trzon zespołu uzupełniali m.in. Radosław Sobolewski, Mirosław Szymkowiak, Ireneusz Jeleń oraz jedyny strzelec w drużynie – Bosacki.

### Lata 2006–2009 – Leo Beenhakker i Stefan Majewski

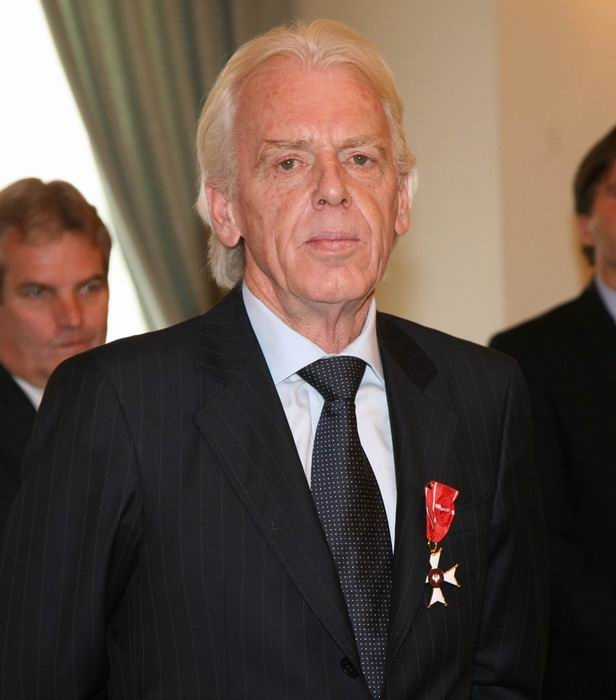
Leo Beenhakker

Po porażce w Niemczech kierownictwo PZPN postanowiło zwolnić Pawła Janasa i zatrudnić na stanowisku selekcjonera polskiej reprezentacji Holendra Leo Beenhakkera. Trener ten podpisał dwuletni kontrakt, którego głównym celem był awans do Mistrzostw Europy w 2008 w Austrii i Szwajcarii.
W swej nowej roli Holender zadebiutował 16 sierpnia 2006 w towarzyskiej potyczce przeciwko reprezentacji Danii w Odense. Biało-czerwoni ulegli wówczas 0:2. Kwalifikacje do Mistrzostw Europy Polacy rozpoczęli od porażki 1:3 z Finami. W kolejnym meczu, w którym rywalem polskiej reprezentacji była Serbia, trener zdecydował się na wprowadzenie kilku istotnych zmian w składzie, co zaowocowało lepszą grą i ostatecznie doszło do podziału punktów (1:1).
W następnych trzech spotkaniach rozegranych w październiku i listopadzie 2006 Polacy zdobyli komplet punktów, najpierw pokonując reprezentację Kazachstanu 1:0, 4 dni później wygrywając z Portugalczykami 2:1, a następnie odnosząc zwycięstwo nad Belgią 1:0. Szczególnie zwycięstwo ze znacznie wyżej notowaną Portugalią w meczu rozegranym 11 października w Chorzowie poprawiło wizerunek reprezentacji oraz trenera Leo Beenhakkera. Oba gole zdobył Euzebiusz Smolarek (którego ojciec Włodzimierz strzelił zwycięskiego gola Portugalczykom na mundialu w 1986).

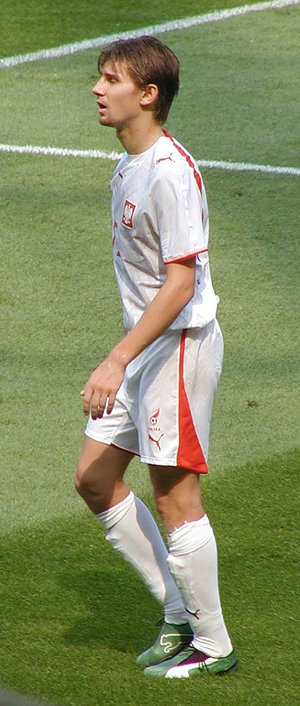
Euzebiusz Smolarek – najskuteczniejszy strzelec Reprezentacji Polski w eliminacjach ME 2008

Po serii meczów towarzyskich pod koniec 2006 i na początku 2007 reprezentacja wznowiła grę w eliminacjach Mistrzostw Europy. 24 marca 2007 w Warszawie Polska wygrała 5:0 z Azerbejdżanem, a cztery dni później w Kielcach zwyciężyła 1:0 z Armenią, umacniając się na pozycji lidera grupy eliminacyjnej. W meczach rewanżowych Polacy grali ze zmiennym szczęściem – 2 czerwca 2007 w Baku biało-czerwoni pokonali gospodarzy 3:1, a kilka dni później w Erywaniu ulegli Armenii 0:1.

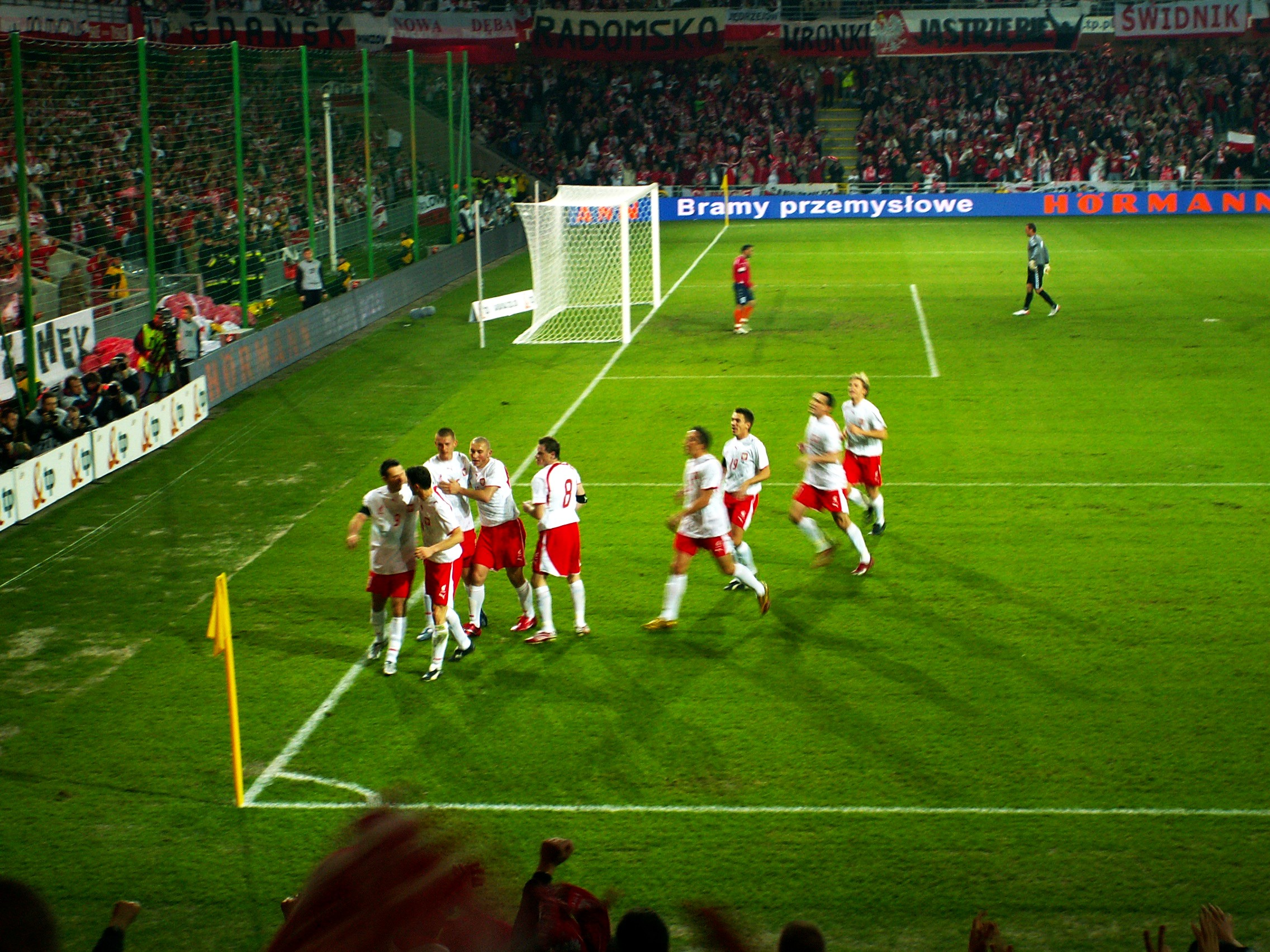
Polacy cieszą się ze zwycięskiej bramki Macieja Żurawskiego w meczu eliminacji ME z Armenią

Decydującą rundę meczów eliminacyjnych zawodnicy kadry Beenhakkera rozpoczęli 8 września 2007 w Lizbonie na stadionie Estádio da Luz, gdzie podjęła ich reprezentacja Portugalii. Mimo prowadzenia gospodarzy 2:1, Polakom udało się zdobyć cenny remis 2:2 po wyrównującym golu Jacka Krzynówka w ostatnich minutach meczu. Mecz z Finlandią rozegrany 12 września w Helsinkach zakończył się bezbramkowym remisem. Miesiąc później Polska pokonała w Warszawie Kazachstan 3:1, a Euzebiusz Smolarek skompletował klasycznego hat tricka.
17 listopada 2007 na Stadionie Śląskim w Chorzowie polska reprezentacja pokonała Belgię 2:0 po dwóch golach Smolarka. W ten sposób Polacy zapewnili sobie po raz pierwszy w historii awans do Mistrzostw Europy. 21 listopada grająca w rezerwowym składzie reprezentacja Polski zremisowała z Serbią 2:2 w ostatnim meczu eliminacji Euro 2008.
25 listopada odbyło się losowanie grup eliminacyjnych do Mistrzostw Świata 2010. Polska trafiła do grupy 3, gdzie o udział w finałach rywalizowała z Czechami, Irlandią Północną, Słowacją, Słowenią i San Marino.
2 grudnia w Lucernie rozlosowano grupy Mistrzostw Europy 2008. Polska trafiła do grupy B obok reprezentacji Austrii – współgospodarza imprezy, Niemiec oraz Chorwacji.
W trakcie eliminacji do Euro 2008 wykrystalizował się trzon zespołu reprezentacyjnego. Na początku kadencji Beenhakkera z drużyną narodową pożegnało się kilku znanych zawodników, m.in. Tomasz Frankowski oraz Mirosław Szymkowiak a miejsce w bramce ostatecznie stracił Jerzy Dudek. Rywalizację o pozycję golkipera wygrał Artur Boruc, konkurujący m.in. z Wojciechem Kowalewskim. W zespole pozostało wielu doświadczonych graczy. Pewnymi punktami drużyny byli Jacek Bąk, Jacek Krzynówek, Euzebiusz Smolarek, Michał Żewłakow oraz cieszący się niezmiennym zaufaniem selekcjonera mimo wahań formy Maciej Żurawski. Miejsce w składzie udało się wywalczyć Mariuszowi Lewandowskiemu i Dariuszowi Dudce. Selekcjoner wprowadził do składu także wielu mniej doświadczonych graczy – Jakuba Błaszczykowskiego, Grzegorza Bronowickiego, Radosława Matusiaka, Marcina Wasilewskiego, a także Łukasza Gargułę, Pawła Golańskiego czy Wojciecha Łobodzińskiego. Do kadry na decydujące spotkanie powoływani byli także bardziej zaawansowani Mariusz Jop, Marek Saganowski, a także Radosław Sobolewski, który jednak zdecydował się na rozstanie z reprezentacją. Miejsca w składzie nie udało się natomiast wywalczyć m.in. Pawłowi Brożkowi i Ireneuszowi Jeleniowi. Ponadto zagraniczny szkoleniowiec zrezygnował z usług Arkadiusza Głowackiego, Arkadiusza Radomskiego i Grzegorza Rasiaka. Za kadencji Beenhakkera w kadrze nie zagrał powoływany przez selekcjonera Marcin Baszczyński przez co ostatecznie wypadł z kadry.
Pierwsze półrocze 2008 przebiegło pod znakiem przygotowań do finałów Mistrzostw Europy i meczów towarzyskich, w których Polacy odnieśli cztery zwycięstwa, dwa razy zremisowali i ponieśli jedną porażkę. 28 maja 2008 ogłoszona została kadra na finały Euro 2008. Znaleźli się w niej niemal wszyscy zawodnicy odgrywający główne role w eliminacjach, z wyłączeniem m.in. Bronowickiego i Matusiaka. Leo Beenhakker nie wahał się powołać mniej znanych zawodników z ligi polskiej, w tym Adama Kokoszkę, Rafała Murawskiego, Michała Pazdana, Jakuba Wawrzyniaka i Tomasza Zahorskiego, jak również naturalizowanego Brazylijczyka Rogera Guerreiro.

#### 2008 – runda grupowa Mistrzostw Europy
Przed rozpoczęciem Mistrzostw Europy ze składu z powodu kontuzji wyłączony został Jakub Błaszczykowski, a kilka dni później z tego samego powodu kadrę opuścił Tomasz Kuszczak.
W samym turnieju Polacy zawiedli. Przegrali pierwszy mecz z Niemcami 0:2 (obie bramki strzelił Lukas Podolski), a następnie zremisowali mecz z Austrią 1:1. Biało-czerwoni objęli prowadzenie po bramce Rogera Guerreiro. Wyrównujący gol dla Austrii padł w doliczonym czasie gry z rzutu karnego podyktowanego za faul Mariusza Lewandowskiego. W trzecim meczu Polacy przegrali z Chorwacją 0:1, tym samym kończąc udział w turnieju na rundzie grupowej.

#### 2008–2009 – eliminacje do Mistrzostw Świata 2010
Po nieudanych Mistrzostwach Europy Polacy przystąpili do eliminacji do mistrzostw świata w Południowej Afryce. Polacy trafili do grupy eliminacyjnej 3. razem z Czechami, Słowacją, Słowenią, San Marino i Irlandią Północną. Pierwszy mecz został rozegrany 6 września 2008 ze Słowenią we Wrocławiu kończąc się remisem 1:1. Bramkę dla Polaków zdobył z rzutu karnego Michał Żewłakow. 10 września 2008 Polska rozegrała mecz z San Marino na wyjeździe, zakończony zwycięstwem 2:0 po bramkach Smolarka i Roberta Lewandowskiego. 11 października 2008 roku na Stadionie Śląskim w Chorzowie Polacy pokonali Czechów 2:1, a bramki strzelali Paweł Brożek i Jakub Błaszczykowski. Jednak cztery dni później Polska uległa Słowacji w Bratysławie 1:2 tracąc 2 gole w ostatnich minutach spotkania.
19 listopada 2008 roku w Dublinie Polacy rozegrali towarzyskie spotkanie z reprezentacją Irlandii. Udało się zwyciężyć 3:2 po bramkach Mariusza Lewandowskiego, Rogera oraz Roberta Lewandowskiego. Na zgrupowaniu w Turcji w grudniu 2008 roku Polacy pokonali Serbię 1:0 a jedyną bramkę zdobył Rafał Boguski.
28 marca 2009 Polska zmierzyła się z Irlandią Północną. Kadra przegrała 3:2 po niefortunnym golu samobójczym Michała Żewłakowa. Dla Polski bramki strzelili Ireneusz Jeleń i Marek Saganowski.
1 kwietnia 2009 w Kielcach Polska pokonała 10:0 reprezentację San Marino. Było to najwyższe zwycięstwo w historii Polski. Bramki zdobyli: Rafał Boguski (dwie), Euzebiusz Smolarek (cztery), Robert Lewandowski, Ireneusz Jeleń, Mariusz Lewandowski, Marek Saganowski.
Po remisie 1:1 w meczu w Chorzowie z Irlandią Północną i porażką 0:3 w Mariborze ze Słowenią 17 września 2009 Zarząd PZPN zastąpił dotychczasowego selekcjonera Stefanem Majewskim trenerem tymczasowym na dwa ostatnie mecze eliminacyjne.
Reprezentacja prowadzona przez Stefana Majewskiego 10 października 2009 przegrywając 0:2 z Czechami w Pradze utraciła matematyczne szanse na awans. W ostatnim meczu 14 października 2009 w Chorzowie po samobójczej bramce reprezentacja uległa Słowacji 0:1, kończąc eliminacje i nie uzyskując awansu do mistrzostw świata. Bezpośredni awans z pierwszego miejsca zapewniła sobie Słowacja, z którą Polska przegrała oba mecze.
Udział w eliminacjach do MŚ 2010 w RPA polska drużyna narodowa zakończyła na fazie grupowej, nie uzyskując awansu do dalszych rozgrywek. Reprezentacja wygrała 3 mecze (dwukrotnie z San Marino, z Czechami), 2 zremisowała (Słowenia, Irlandia Północna) i 5 przegrała (Słowacja x2, Słowenia, Czechy, Irlandia Północna) zdobywając 11 punktów i 19 goli przy 14 straconych, co pozwoliło wyprzedzić amatorską ekipę z San Marino i zająć 5. pozycję w 6-drużynowej grupie.

### Lata 2009–2012 – Franciszek Smuda

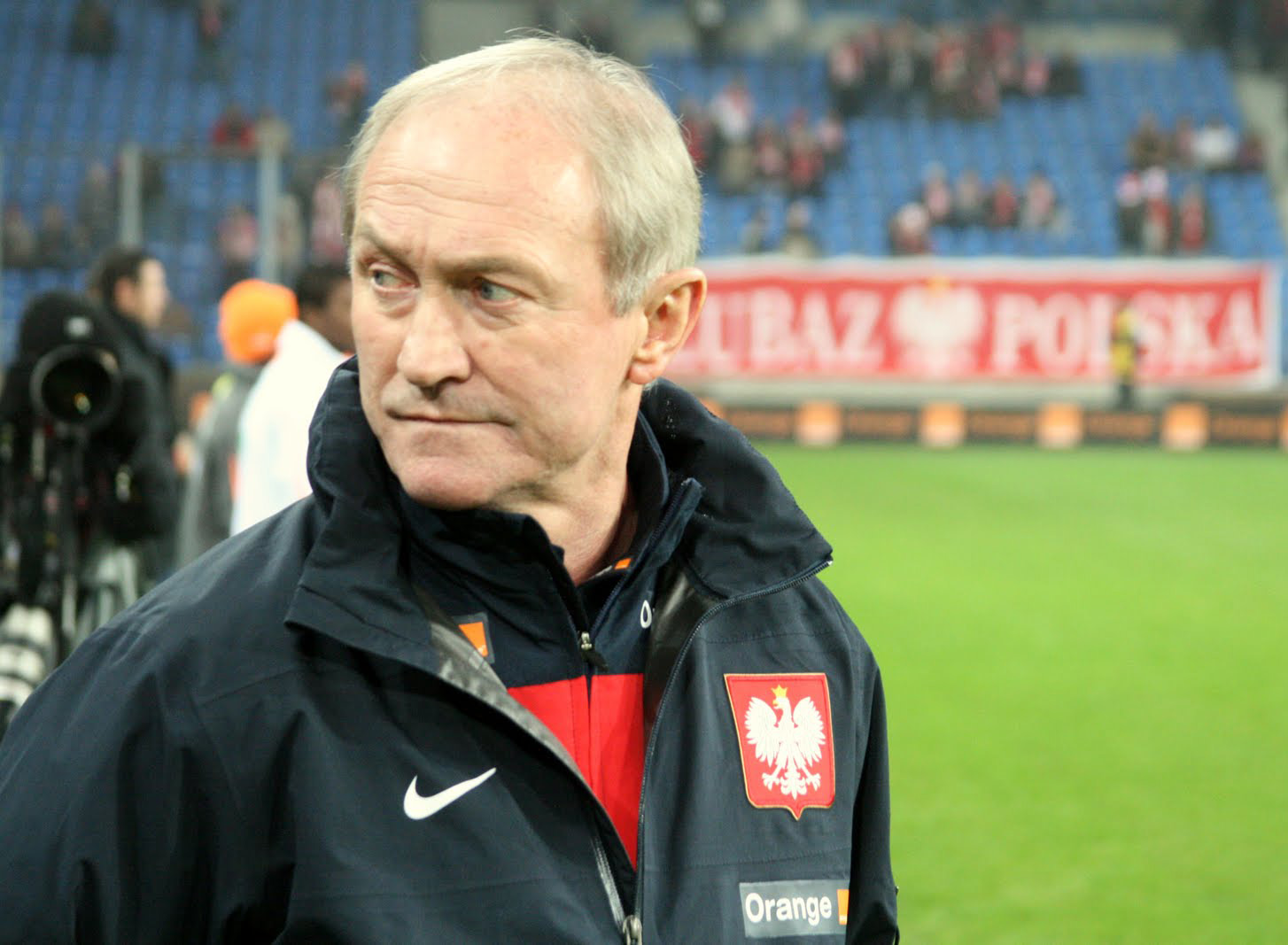
Trener Franciszek Smuda

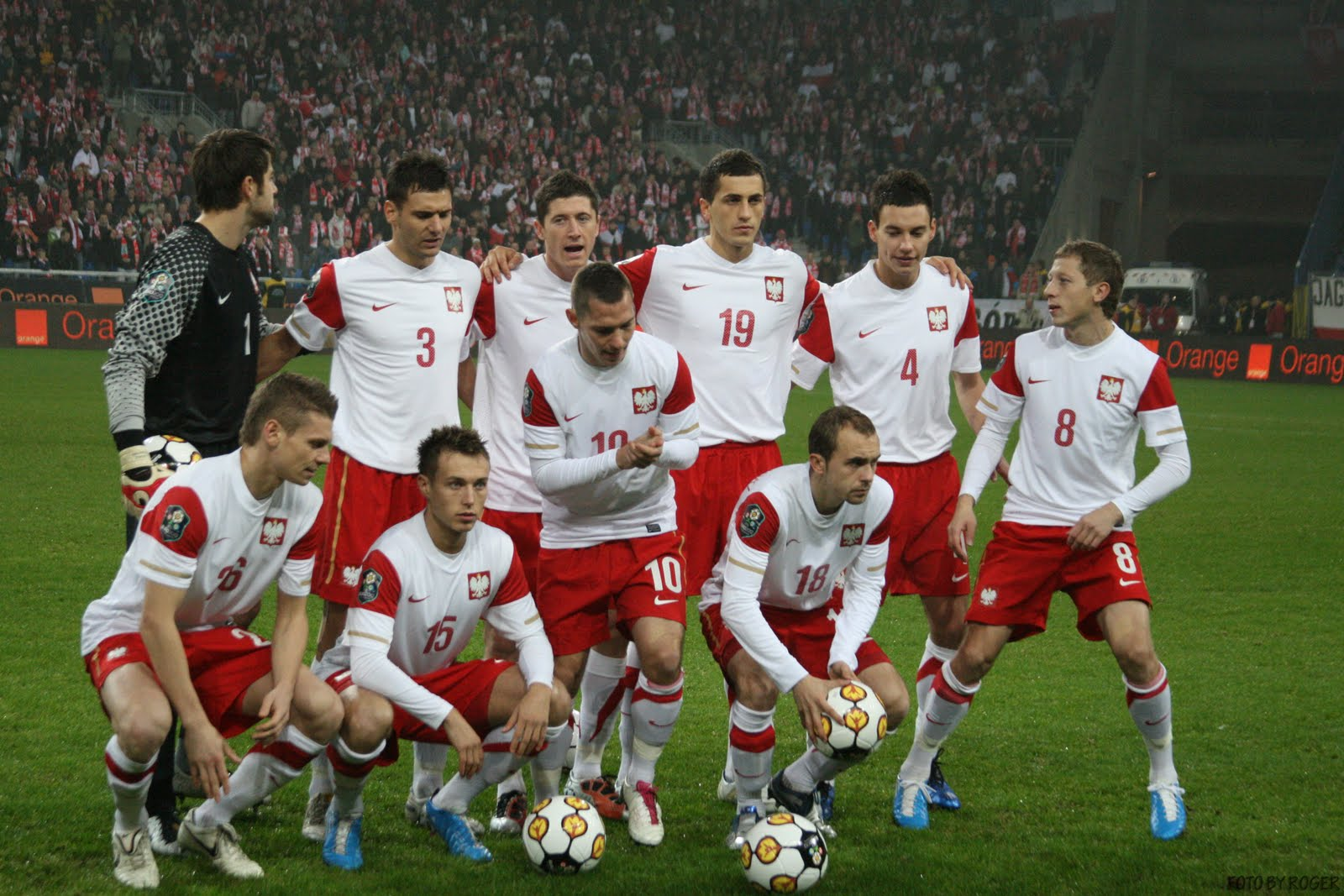
Reprezentacja Polski przed meczem z Wybrzeżem Kości Słoniowej 17.11.2010

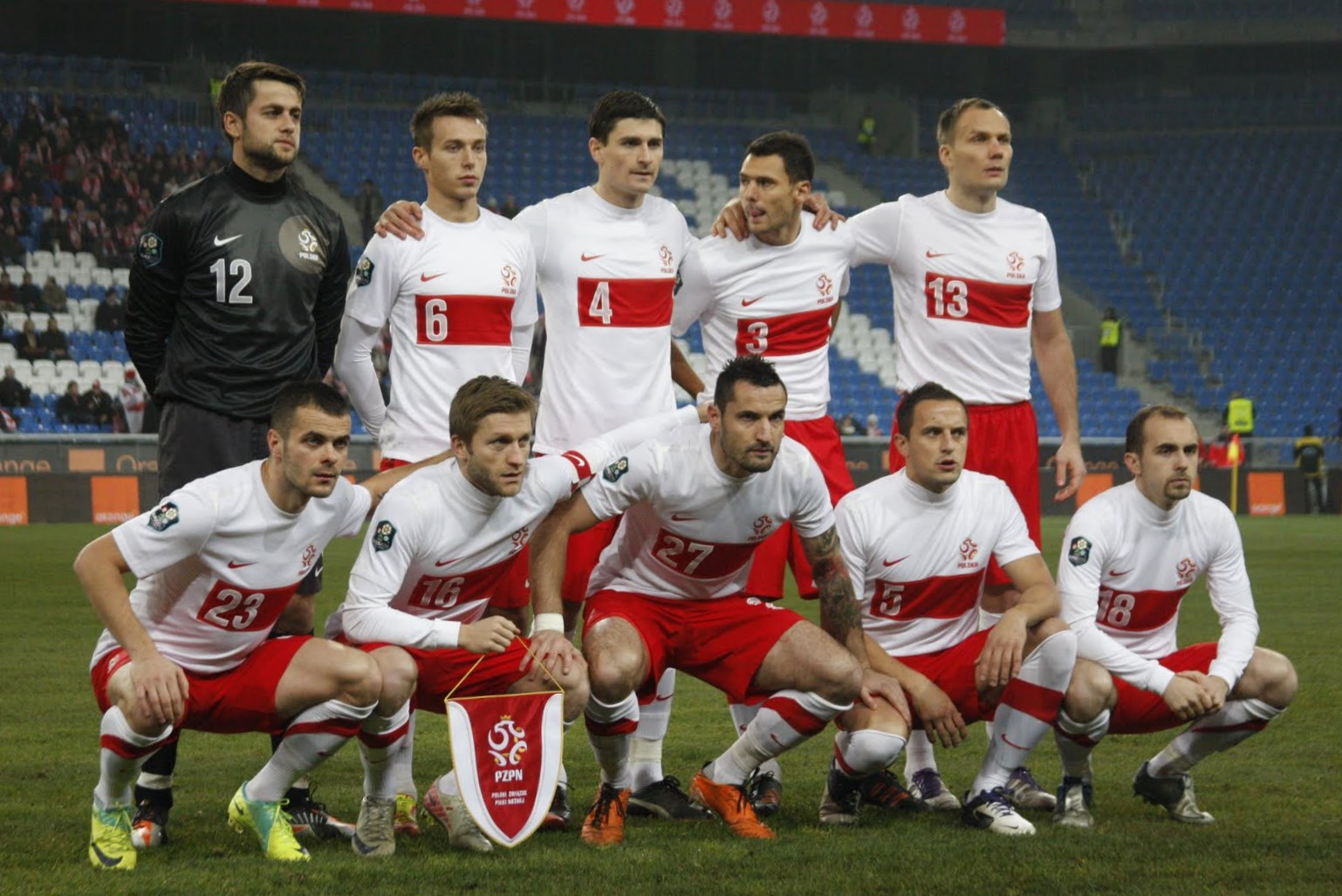
Reprezentacja Polski przed meczem z Węgrami 15.11.2011

Po dokończeniu eliminacji Mistrzostw Świata 2010 w roli tymczasowego selekcjonera przez Stefana Majewskiego, kierownictwo PZPN postanowiło wybrać nowego trenera. Wyboru miano dokonać spośród kilkunastu kandydatów pochodzących z Polski i zagranicy. Większość kibiców uważała, iż selekcjonerem kadry spośród przedstawionych kandydatów, powinien zostać polski trener. Faworytami według mediów byli Franciszek Smuda i Henryk Kasperczak. 29 października 2009 na posiedzeniu zarządu PZPN odbyło się głosowanie, w wyniku którego selekcjonerem kadry został wybrany przez PZPN Franciszek Smuda. Decyzja spotkała się z przychylnością zarówno kibiców, jak również środowiska piłkarskiego w Polsce, które pozytywnie przyjęło tę decyzję. Cel jaki został postawiony kadrze prowadzonej przez Franciszka Smudę to osiągnięcie sukcesu oraz przygotowanie i poprowadzenie reprezentacji w Mistrzostwach Europy w 2012 roku, których współorganizatorem jest Polska.
W dwóch pierwszych meczach pod wodzą nowego trenera, reprezentacja Polski przegrała 0:1 z Rumunią oraz pokonała Kanadę 1:0. Na początku 2010 roku kadra rozegrała trzy spotkania w ramach towarzyskiego turnieju o Puchar Króla Tajlandii. Reprezentacja mając w składzie zawodników tylko z polskiej ligi zajęła w nim drugie miejsce, przegrywając z Danią 1:3 oraz pokonując Tajlandię 3:1 i Singapur 6:1. Tytuł króla strzelców zdobyli razem Robert Lewandowski i Patryk Małecki. W marcu drużyna rozegrała jeszcze jeden mecz pokonując w Warszawie Bułgarię 2:0 po trafieniach Lewandowskiego i Jakuba Błaszczykowskiego. Tuż przed MŚ 2010 kadra Smudy rozegrała trzy mecze w odstępie 11 dni. W pierwszym z nich zremisowali bezbramkowo z Finlandią. 4 dni później taki sam wynik padł w meczu z finalistą Mistrzostw Świata – Serbią. 8 czerwca 2010 przegrali jednak z późniejszym triumfatorem mundialu – Hiszpanią aż 0:6, a 11 sierpnia z Kamerunem 0:3. We wrześniu reprezentacja Polski rozegrała dwa mecze towarzyskie: z Ukrainą (zremisowany 1:1) oraz z Australią (przegrany 1:2).
W październiku kadra brała udział w wyjeździe do USA, gdzie również spotkała się z dwoma rywalami: ze Stanami Zjednoczonymi oraz Ekwadorem, oba mecze remisując 2:2. 17 listopada na otwarcie pierwszego gotowego stadionu na Mistrzostwa Europy w Piłce Nożnej 2012 w Poznaniu Polska rozegrała mecz z Wybrzeżem Kości Słoniowej, zwyciężając 3:1 po dwóch bramkach Lewandowskiego i jednej Ludovica Obraniaka. Na koniec roku reprezentacja Polski zremisowała na zgrupowaniu w Turcji z Bośnią i Hercegowiną 2:2.
Rok 2011 Polacy rozpoczęli od dwóch meczów podczas zgrupowania w Portugalii, gdzie rywalami były reprezentacje Mołdawii i Norwegii. Oba mecze zakończyły się zwycięstwami Polaków 1:0. Kolejne dwa mecze reprezentacja rozgrywała w marcu. W meczu z kadrą Litwy Polacy przegrali 0:2, natomiast mecz z Grecją zakończył się remisem 0:0.
Pierwszego czerwca reprezentacja polski rozpoczęła zgrupowanie przed meczami z Argentyną oraz z Francją. W kadrze znalazł się debiutant Mateusz Klich, który to pojawił się w 90. minucie wygranego 2:1 meczu z Albicelestes.
Mecz z Les Bleus zakończył się przegraną polskiej reprezentacji 0:1, po samobójczej bramce Tomasza Jodłowca w 11. minucie.
2 września Polska stoczyła mecz towarzyski z Meksykiem. Pojedynek zakończył się wynikiem 1:1. Bramkę dla polskiej reprezentacji zdobył w 27. minucie Paweł Brożek, a 8 minut później wyrównał Javier Hernández. Od 70. minuty Polska grała w 10, gdyż czerwoną kartkę zobaczył Obraniak. W meczu towarzyskim rozgrywanym z Niemcami na PGE Arenie w Gdańsku 06.09. padł remis 2:2 po golach Roberta Lewandowskiego i Jakuba Błaszczykowskiego dla Polski, oraz Toniego Krossa i Cacau dla Reprezentacji Niemiec. W następnych dziewięciu meczach Polska przegrała tylko raz – 11.11.2011 z Włochami we Wrocławiu (0:2). W pozostałych ośmiu zremisowała dwa razy – 10 października 2011 (2:2) z Koreą Południową w Seulu i 29.02.2012 w Warszawie z Portugalią 0:0 i wygrała sześć razy (2:0 z Białorusią, 2:1 z Węgrami, po 1:0 z Bośnią i Hercegowiną, Słowacją i Łotwą, oraz 4:0 z Andorą).
Przed Mistrzostwami Europy w Piłce Nożnej 2012 kadra przeprowadziła obóz treningowy w Austrii, a trener reprezentacji Franciszek Smuda zaplanował następujące spotkania sparingowe przed Mistrzostwami Europy w 2012, które zostały rozegrane przez Reprezentację Polski
| Nr | Rodzaj rozgrywek | Data spotkania | Drużyna 1 | Wynik     | Drużyna 2 | Strzelcy bramek                                                                                    | Sędzia               | Stadion                  |
| -- | ---------------- | -------------- | --------- | --------- | --------- | -------------------------------------------------------------------------------------------------- | -------------------- | ------------------------ |
| 1  | Mecz towarzyski  | 22 maja 2012   | Polska    | 1:0 (0:0) | Łotwa     | Artur Sobiech 82'                                                                                  | Harald Lechner       | Hypo-Arena               |
| 2  | Mecz towarzyski  | 26 maja 2012   | Polska    | 1:0 (1:0) | Słowacja  | Damien Perquis 30'                                                                                 | René Eisner          | Hypo-Arena               |
| 3  | Mecz towarzyski  | 2 czerwca 2012 | Polska    | 4:0 (3:0) | Andora    | Ludovic Obraniak 13' Robert Lewandowski 37' Jakub Błaszczykowski 39' (k) Marcin Wasilewski 77' (k) | Sébastien Delferiere | Stadion Wojska Polskiego |

#### Euro 2012

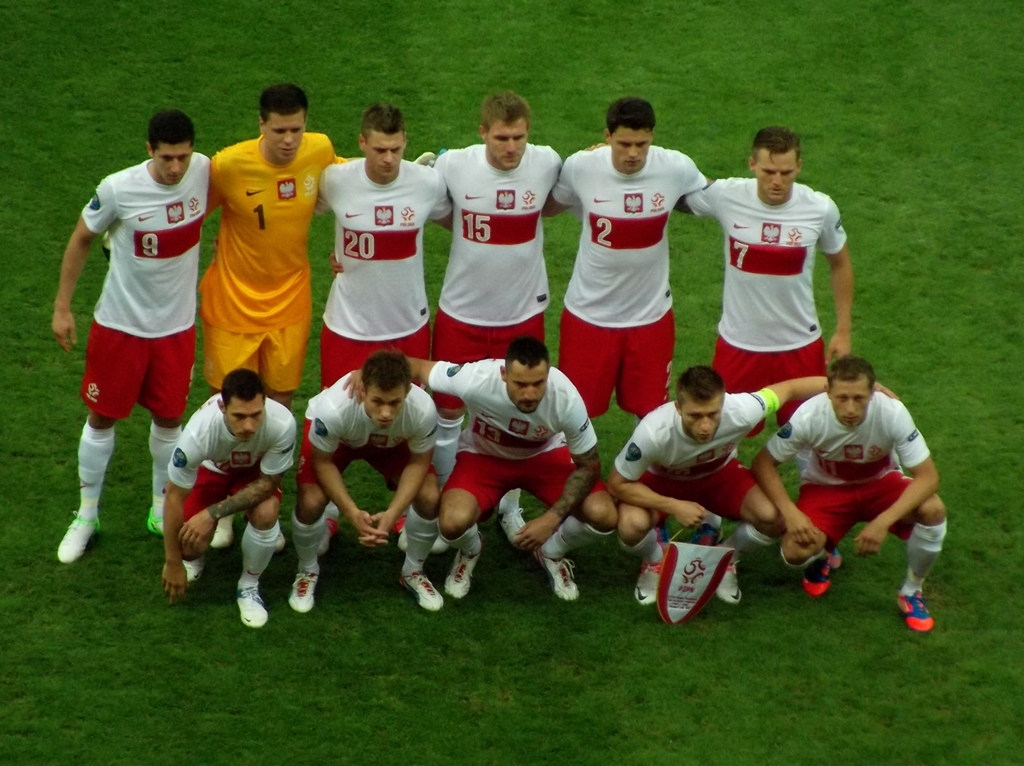
Wyjściowa jedenastka podczas meczu otwarcia z Grecją

Franciszek Smuda wyłonił 23 zawodników, którzy zostali powołani bezpośrednio po zgrupowaniu w Austrii, opierając reprezentację na młodych zawodnikach grających głównie w zachodnich klubach piłkarskich. Do kadry na turniej finałowy Mistrzostw Europy 2012, zostało powołanych 3 bramkarzy: 22-letni Grzegorz Sandomierski (Jagiellonia Białystok), 22-letni Wojciech Szczęsny (Arsenal F.C.), 25-letni Przemysław Tytoń (PSV Eindhoven); 7 obrońców: 25-letni Sebastian Boenisch (Werder Brema), 20-letni Marcin Kamiński (Lech Poznań), 28-letni Damien Perquis (Sochaux), 27-letni Łukasz Piszczek (Borussia Dortmund), 32-letni Marcin Wasilewski (RSC Anderlecht), 28-letni Jakub Wawrzyniak (Legia Warszawa), 28-letni Grzegorz Wojtkowiak (TSV 1860 Monachium); 10 pomocników: 26-letni Jakub Błaszczykowski (Borussia Dortmund), 28-letni Dariusz Dudka (AJ Auxerre), 24-letni Kamil Grosicki (Sivasspor), 23-letni Adam Matuszczyk (Fortuna Düsseldorf), 25-letni Adrian Mierzejewski (Trabzonspor), 30-letni Rafał Murawski (Lech Poznań), 27-letni Ludwik Obraniak (Girondins Bordeaux), 26-letni Eugen Polanski (1. FSV Mainz 05), 22-letni Maciej Rybus (Terek Grozny), 19-letni Rafał Wolski (Legia Warszawa); 3 napastników: 23-letni Robert Lewandowski (Borussia Dortmund), 21-letni Artur Sobiech (Hannover 96), 29-letni Paweł Brożek (Celtic FC). Łukasz Fabiański (Arsenal F.C.), który był w kadrze na MŚ 2006 i Mistrzostwa Europy w Piłce Nożnej 2008, będący w doskonałej dyspozycji powołany na kampus treningowy w Austrii doznał kontuzji i został zastąpiony przez Grzegorza Sandomierskiego. Z piłkarzy pamiętających Mistrzostwa Europy w Piłce Nożnej 2008, do kadry zostali powołani Dariusz Dudka, Paweł Brożek, Jakub Wawrzyniak, Marcin Wasilewski (jedyny zawodnik, który przekroczył 30 lat w kadrze) i Łukasz Piszczek. Za kadencji Smudy z miejscem w bramce pożegnał się Artur Boruc (AC Fiorentina) ze względu na brak dyscypliny w kadrze. Jego miejsce zajął Wojciech Szczęsny z Arsenalu. O sile polskiego zespołu w meczach towarzyskich stanowiło głównie trio z Borussii Dortmund – grający na pozycji pomocnika kapitan kadry Jakub Błaszczykowski, obrońca Łukasz Piszczek i najlepszy strzelec Borussii Dortmund w sezonie 2011/2012 Robert Lewandowski.

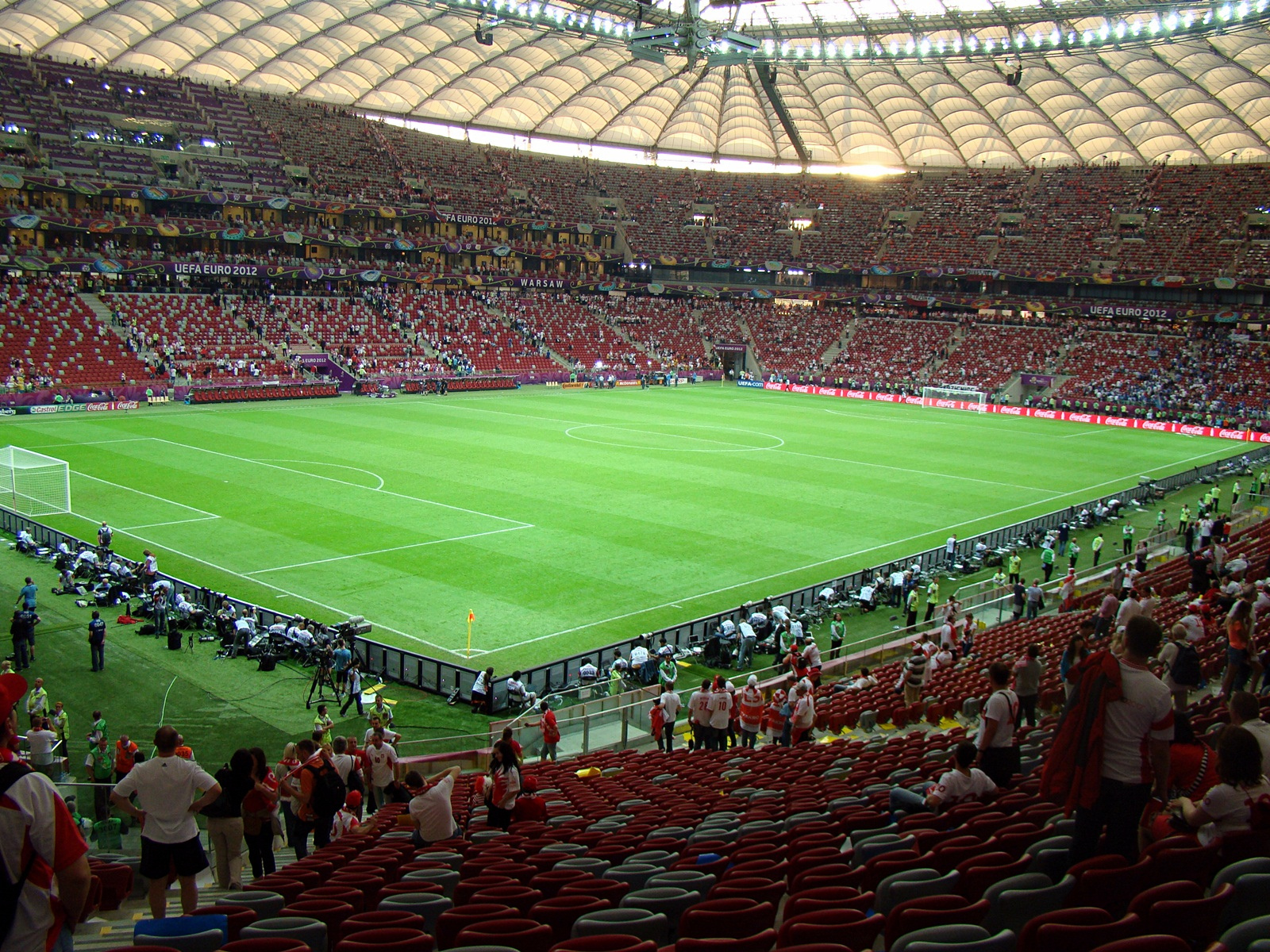
8 czerwca na Stadionie Narodowym został rozegrany mecz otwarcia

Mecz otwarcia Mistrzostw Europy został poprzedzony ceremonią otwarcia na której artyści w polsko-ukraińskiej choreografii prezentowali figury taneczne, następnie węgierski pianista Ádám György zagrał etiudę a-moll opus Fryderyka Chopina. Mecz został rozegrany przy zamkniętym dachu na Stadionie Narodowym w Warszawie w obecności prezydentów Polski i Ukrainy oraz prezydenta UEFA Michaela Platiniego. Skład wyjściowej jedenastki Reprezentacji Polski wyglądał następująco: Szczęsny; (od lewej strony) Boenisch, Perquis, Wasilewski, Piszczek; Polanski, Murawski; Rybus, Obraniak, Błaszczykowski (kapitan), Lewandowski. Skład Grecji: Chalkias, Maniatis, A. Papadopoulos, Torosidis, Papastathopoulos, Holebas, Karangunis (kapitan), Ninis, Katsouranis, Samaras, Gekas. Pierwsza groźna sytuacja korzystna dla Reprezentacja Grecji nastąpiła po rzucie wolnym, w 10 minucie pierwszej połowy po faulu Perquisa, Karangunis dośrodkował i w polu karnym główkował Gekas. W 13. minucie spotkania Błaszczykowski dośrodkował do Lewandowskiego, jednak ten minął się z piłką o kilka centymetrów. W 17. minucie Obraniak przejął piłkę, podał Błaszczykowskiemu, ten dośrodkował Lewandowskiemu, który główką wbił piłkę do siatki. W 43. minucie Sokratis popchnął wychodzącego do ataku Murawskiego, za co otrzymał od sędziego Velasco Carballo drugą żółtą kartkę, w konsekwencji otrzymując czerwoną. W drugiej połowie osłabieni Grecy grający w 10, ruszyli do ataku. W 50. minucie spotkania po błędzie Boenischa i Wasilewskiego, Szczęsny nie złapał piłki, którą to dobił Salpingidis, zdobywając gola wyrównującego. W 67. minucie po drugim poważnym błędzie obrony – Boenischa i Perquisa, Szczęsny znalazł się w sytuacji sam na sam z greckim napastnikiem, lecz zachował czyste konto. Szczęsny otrzymał czerwoną kartkę, na jego miejsce Smuda wystawił Tytonia, który nie miał wcześniej szans się rozgrzać. Tytoń obronił rzut karny i wynik spotkania 1:1 utrzymał się do końca spotkania.
12 czerwca w Warszawie reprezentacja Polski zagrała z Rosją, mecz skończył się wynikiem 1:1 – gola dla Rosji zdobył Ałan Dzagojew, po dośrodkowaniu z rzutu wolnego w 37. minucie, dla Polski strzałem z dystansu wyrównał w 57. Jakub Błaszczykowski. Prócz wymuszonej zmiany w bramce (Wojciecha Szczęsnego, który pauzował za kartki zastąpił Przemysław Tytoń), zamiast Macieja Rybusa wystąpił Dariusz Dudka. Biało-czerwoni zachowywali jeszcze szansę na awans, ale musieli wygrać z reprezentacją Czech. 16 czerwca 2012 na stadionie Miejskim we Wrocławiu reprezentacja Polski (w mocno defensywnym ustawieniu 4-2-3-1) zmierzyła się z reprezentacją Czech, która grała bez swojego najlepszego napastnika Tomáša Rosickiego. Reprezentacja Czech wygrała 1:0 po bramce Petra Jiracka w 72 minucie. Reprezentacja zajęła ostatnie miejsce w najsłabszej grupie mistrzostw, nazywanej też grupą marzeń. Bezpośrednio po meczu z Czechami trener Franciszek Smuda podał się do dymisji.

##### Tabela grupy A
| Zespół | Pkt | M | W | R | P | Br+ | Br− | +/− |
| ------ | --- | - | - | - | - | --- | --- | --- |
| Czechy | 6   | 3 | 2 | 0 | 1 | 4   | 5   | -1  |
| Grecja | 4   | 3 | 1 | 1 | 1 | 3   | 3   | 0   |
| Rosja  | 4   | 3 | 1 | 1 | 1 | 5   | 3   | +2  |
| Polska | 2   | 3 | 0 | 2 | 1 | 2   | 3   | -1  |

### Lata 2012–2013 – Waldemar Fornalik

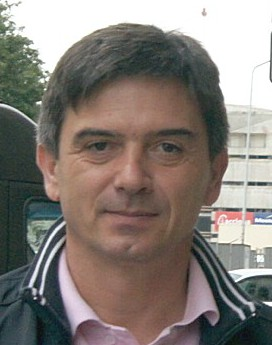
Trener Waldemar Fornalik

Po zakończeniu Mistrzostw Europy, 10 lipca komisja techniczna PZPN z Antonim Piechniczkiem jako przewodniczącym, wybrała nowego selekcjonera reprezentacji. W postępowaniu kwalifikacyjnym nie był brany pod uwagę żaden zagraniczny trener. Trenerem kadry narodowej został Waldemar Fornalik – trener Ruchu Chorzów. Zadebiutował on w meczu z Estonią, który skończył się porażką 0:1.
7 września w pierwszym meczu eliminacyjnym MŚ 2014 reprezentacja Polski zmierzyła się z Czarnogórą w Podgoricy. Mecz skończył się remisem 2:2. Cztery dni później na stadionie miejskim we Wrocławiu, Polacy rozegrali kolejny mecz, tym razem z Mołdawią, który skończył się wynikiem 2:0 dla Polaków. PZPN postanowił, że 12 października reprezentacja zmierzy się w meczu towarzyskim z Reprezentacją RPA na stadionie w Bydgoszczy, jednakże nie wyraziła na to zgody policja, dlatego mecz został rozegrany przy udziale 43 000 kibiców na Stadionie Narodowym, na którym Reprezentacja po raz pierwszy zwyciężyła wygrywając 1:0. 16 października na tym samym stadionie miała rozegrać z Reprezentacją Anglii kolejny mecz w eliminacjach do Mistrzostw Świata 2014, jednak z powodu zalegającej na murawie wody, nieodprowadzonej przez nieodpowiedni drenaż, spotkanie po raz pierwszy w historii po godzinie ustalania terminu przez PZPN i The FA, zostało przełożone na 17 października i zakończyło się remisem 1:1. 14 listopada w Gdańsku Polacy przegrali 1:3 z mistrzami Ameryki Południowej – Reprezentacją Urugwaju. Następne mecze towarzyskie: 14 grudnia 2012 Polska reprezentacja wygrała z Macedonią rezultatem 4:1 na stadionie Mardan Stadium w Antalyi. 2 lutego 2013 roku reprezentacja Polski w piłce nożnej wygrała z Rumunią wynikiem 4:1, ale wynik oficjalnie został unieważniony. 6 lutego 2013 z Irlandią na stadionie w Dublinie mecz zakończył się porażką polskiej reprezentacji 0:2. 22 marca reprezentacja Polski w piłce nożnej zagrała z Ukrainą w ramach el. do MŚ 2014, przegrywając 1:3. Kilka dni później 26 marca Polska grała z drużyną San Marino (el. MŚ 2014) i wygrała 5:0 (oba mecze na Stadionie Narodowym w Warszawie). 4 czerwca reprezentacja Polski rozegrała towarzyski mecz z reprezentacją Liechtensteinu na stadionie Cracovii, który zakończył się wynikiem 2:0 (0:0) dla biało-czerwonych – bramki zdobyli Artur Sobiech oraz Maciej Rybus (1300. bramka reprezentacji Polski w historii). W tym meczu ostatecznie z reprezentacją Polski pożegnał Jerzy Dudek, który rozegrał swój 60. mecz w kadrze, dołączając tym samym do Klubu Wybitnego Reprezentanta. W 34. minucie został zmieniony przez Artura Boruca. Swój kolejny mecz eliminacji mistrzostw świata Polska rozegrała z reprezentacją Mołdawii 7 czerwca 2013 roku. Mecz zakończył się wynikiem 1:1. Bramkę dla Polski zdobył w 7 minucie Jakub Błaszczykowski, a w 37 minucie wyrównał Eugen Sidorenko. 6 września reprezentacja Polski rozegrała mecz przeciwko reprezentacji Czarnogóry. Piłkarze Waldemara Fornalika zremisowali na Stadionie Narodowym w Warszawie 1-1, jedyną bramkę dla „biało-czerwonych” zdobył Robert Lewandowski. Kilka dni później odbył się mecz przeciwko reprezentacji San Marino. Podopieczni trenera Waldemara Fornalika wygrali 5:1, a bramki w barwach narodowych zdobyli Piotr Zieliński, Jakub Błaszczykowski, Waldemar Sobota oraz Adrian Mierzejewski. Fornalik został skrytykowany za powtórne powołanie Boenisha, który to podczas rzutu wolnego miał zbić piłkę, czego nie zrobił, a w efekcie reprezentacja San Marino zdobyła po raz pierwszy w tych eliminacjach bramkę. 11 października 2013 polscy piłkarze ostatecznie utracili szanse awansu na MŚ po porażce z Ukrainą 0:1 w Charkowie. Kwalifikacje do Mistrzostw Świata 2014 Polacy zakończyli 15 października 2013 roku przegranym meczem na Wembley z Anglią 0:2. Ostatecznie eliminacje polscy piłkarze zakończyli na 4. miejscu w swojej grupie, zdobywając 13 punktów, odnosząc 3 zwycięstwa (2x San Marino, 1x Mołdawia), 4 remisy (2x Czarnogóra, 1x Anglia, 1x Mołdawia) i 3 porażki (2x Ukraina, 1x Anglia). Następnego dnia po meczu z Anglią prezes PZPN Zbigniew Boniek zdymisjonował Waldemara Fornalika.
Według FIFA Polska jest jedynym krajem ze strefy europejskiej, który nie zakwalifikował się do baraży lub finałów mistrzostw świata w 2014 r. z populacją powyżej 20 milionów mieszkańców. W rankingu wskazano, iż jedynie Kazachstan z populacją wynoszącą niecałe 17 mln nie zakwalifikował się do rozgrywek.

### Adam Nawałka

#### 2013–2015

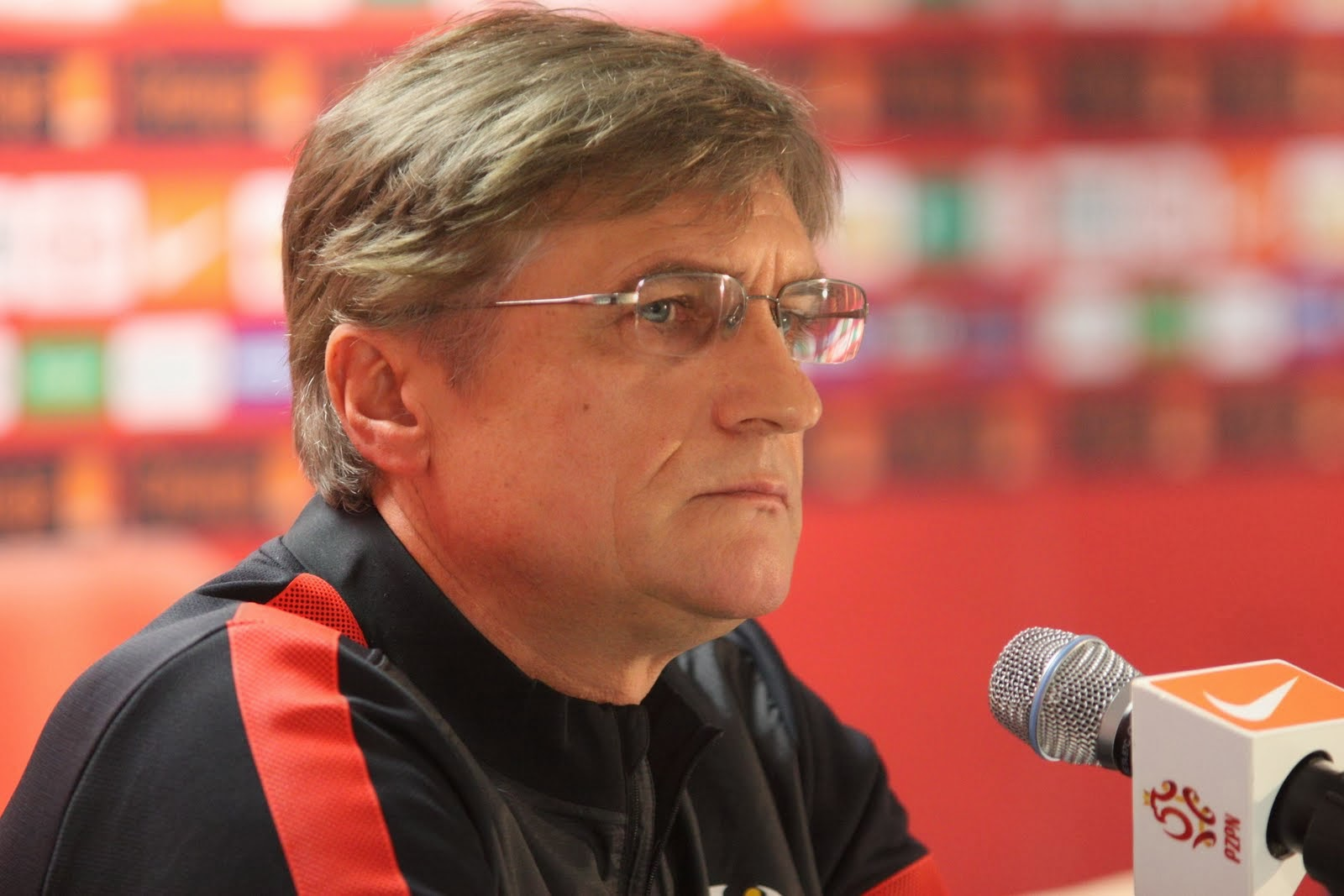
Trener Adam Nawałka

26 października 2013 Prezes PZPN Zbigniew Boniek poinformował, że nowym selekcjonerem kadry zostanie szkoleniowiec Górnika Zabrze – Adam Nawałka. Kontrakt nowego szkoleniowca obowiązywać będzie przez dwa lata. 15 listopada w swoim debiucie przegrał w spotkaniu towarzyskim 0:2 ze Słowacją.18 listopada w swoim drugim meczu zremisował z Irlandią 0:0. 18 stycznia 2014 Polska w ligowym składzie wygrała z Norwegią 3:0, po bramkach Tomasza Brzyskiego, Michała Kucharczyka i Karola Linettego. W kadrze zadebiutował bramkarz pierwszoligowego Dolcanu – Rafał Leszczyński. Dwa dni później biało – czerwoni wygrali z Mołdawią 1:0, strzelcem jedynej bramki był piłkarz Wisły Kraków – Paweł Brożek.
23 lutego odbyło się losowanie do eliminacji ME 2016, biało – czerwoni trafili do grupy D wraz z Niemcami (aktualni mistrzowie świata), Irlandią, Szkocją, Gruzją i Gibraltarem. 5 marca 2014 biało – czerwoni przegrali swój trzeci oficjalny mecz pod wodzą Adama Nawałki, ze Szkocją. Mecz zakończył się porażką 0:1 Polaków. W maju Polacy zagrali mecz towarzyski z Niemcami, który zakończył się bezbramkowym remisem. Kilka tygodni później selekcjoner przekazał opaskę kapitańską Robertowi Lewandowskiemu, który przez kilka miesięcy miał zastępować w tej roli kontuzjowanego – Jakuba Błaszczykowskiego. 6 czerwca 2014, polskie orły wygrały z Litwą 2:1. Mecz odbył się na PGE Arenie w Gdańsku. Bramki dla Polski zdobyli Arkadiusz Milik i Robert Lewandowski (z rzutu karnego).
7 września 2014 biało-czerwoni rozegrali pierwszy mecz eliminacji Euro 2016 z Gibraltarem. Podopieczni Adama Nawałki zagrali systemem 4-4-2 z Robertem Lewandowskim i Arkadiuszem Milikiem w ataku. W roli podstawowego bramkarza wystąpił Wojciech Szczęsny. W meczu zadebiutował Filip Starzyński z Ruchu Chorzów. Polacy rozgromili Gibraltar 7:0. Bramki zdobyli Robert Lewandowski (4 gole), Kamil Grosicki (2 gole) i Łukasz Szukała (1 gole). 11 października 2014 r. za kadencji Adama Nawałki w drugim meczu eliminacyjnym reprezentacja Polski pierwszy raz w historii pokonała Niemcy w meczu oficjalnym, po bramkach Arkadiusza Milika oraz Sebastiana Mili.
3 dni później Polska rozegrała mecz ze Szkocją, kontuzje wykluczyły ze składu Tomasza Jodłowca i Jakuba Wawrzyniaka. Trener Adam Nawałka zdecydował się postawić na Artura Jędrzejczyka i Krzysztofa Mączyńskiego. Biało – czerwoni ponownie zagrali formacją 4-4-2. Jednak tym razem reprezentacja nie dała rady Szkocji mecz zakończył się remisem 2:2. Bramki dla Polski zdobyli Krzysztof Mączyński i Arkadiusz Milik.
14 listopada Polska zmierzyła się z Gruzją, trener postanowił zrezygnować z systemu 4-4-2. Reprezentacja zagrała z Milikiem na lewym skrzydle, natomiast Sebastian Mila grał na pozycji wysuniętego pomocnika. W drugiej połowie ze stałych fragmentów gry bramki zdobyli: Kamil Glik i Grzegorz Krychowiak. Sebastian Mila popisał się strzałem z dystansu, który zakończył się golem. Po podaniu Roberta Lewandowskiego do bramki po raz trzeci w eliminacjach trafił Arkadiusz Milik. W tabeli Grupy D eliminacji Euro 2016 Polska prowadzi z dorobkiem 10 punktów, przed Irlandią, Szkocją, Niemcami, Gruzją i Gibraltarem.
4 dni później, kadra zmierzyła się ze Szwajcarią. Polska zagrała w rezerwowym składzie w bramce w pierwszej połowie wystąpił Artur Boruc, a drugiej Łukasz Fabiański. W roli środkowego pomocnika wystąpił zawodnik Empoli FC – Piotr Zieliński. Biało-czerwoni stracili gola już w 4 minucie, kiedy do bramki Artura Boruca trafił Josip Drmić. W 45 minucie wyrównał strzałem głową Artur Jędrzejczyk. W 61 minucie strzał z rzutu wolnego na bramkę zamienił Arkadiusz Milik. W 89 minucie wynik wyrównał Fabian Frei, który zaskoczył Fabiańskiego precyzyjnym strzałem. Mecz zakończył się remisem 2:2.
9 grudnia 2014 selekcjoner reprezentacji Polski – Adam Nawałka – rozstrzygnął, kto będzie kapitanem kadry po powrocie do gry Jakuba Błaszczykowskiego. Mimo że skrzydłowy Borussii Dortmund jest najbardziej doświadczonym reprezentantem, to opaskę zachowa Robert Lewandowski.
29 marca 2015 Polska rozegrała mecz z Irlandią w Dublinie. W doliczonym czasie gry gospodarze wyrównali i mecz zakończył się wynikiem 1:1.Gola dla Polski strzelił Sławomir Peszko.
13 czerwca 2015 biało-czerwoni rozegrali mecz z Gruzją na Stadionie Narodowym w Warszawie. Adam Nawałka na to spotkanie powołał ostatnio kontuzjowanych zawodników – Sebastiana Milę, Arkadiusza Milika oraz Jakuba Błaszczykowskiego. Polska wygrała 4:0.Gole dla polski strzelili Robert Lewandowski 3 gole i Arkadiusz Milik 1 gol.
Po meczu z Gruzją Lewandowski w klasyfikacji strzelców wszech czasów reprezentacji Polski zajął siódmą pozycję, wyprzedzając o dwa gole Zbigniewa Bońka i tracąc jedną bramkę do Gerarda Cieślika.
Trzy dni później Polska rozegrała mecz z Grecją. Mecz zakończył się wynikiem 0:0. Mecz był również jubileuszem Artura Boruca, który rozegrał swój 60 mecz w barwach reprezentacji. Został zmieniony w 46 minucie przez Wojciecha Szczęsnego.
Po zremisowanym meczu z reprezentacją Grecji, biało-czerwoni byli jedyną reprezentacją w Europie niepokonaną od 15 miesięcy.
4 września 2015 biało-czerwoni rozegrali mecz z Niemcami. Mecz zakończył się wynikiem 3:1 dla Niemiec i był pierwszą porażką od 17 miesięcy. Gola dla Polski strzelił Robert Lewandowski.
Trzy dni później Polska wygrała z Gibraltarem 8:1. W meczu zadebiutował 19-letni Bartosz Kapustka i strzelił jedną z bramek. Bramki zdobyli też: Kamil Grosicki (2 gole), Robert Lewandowski (2 gole), Arkadiusz Milik (2 gole), Jakub Błaszczykowski (1 gol – karny). Przedostatni mecz w tych eliminacjach reprezentacja Polski zagrała ze Szkocją który zremisowała 2:2 tak jak w pierwszym meczu.Gole dla Polski strzelił Robert Lewandowski w 3 min. i w 90+4 minucie.

#### Ćwierćfinał Euro 2016
Pierwszy mecz Polska rozegrała z Irlandią Północną. Mecz zakończył się zwycięstwem Polski 1:0.
Kolejny mecz Polska rozegrała z reprezentacją Niemiec. Spotkanie zakończyło się remisem 0:0.
Następnym spotkaniem był mecz z reprezentacją Ukrainy, która nie zdobyła punktu w żadnym spotkaniu. Spotkanie zakończyło się wynikiem 1:0 dla Polski.
W 1/8 finału biało-czerwoni zmierzyli się ze Szwajcarią. W regulaminowym czasie gry i po dogrywce był remis 1:1. Bramki strzelili Jakub Błaszczykowski oraz Xherdan Shaqiri. O awansie Polaków do najlepszej ósemki turnieju zadecydowała seria rzutów karnych. Dla reprezentacji Polski „jedenastki” wykonali Robert Lewandowski, Arkadiusz Milik, Kamil Glik, Jakub Błaszczykowski i Grzegorz Krychowiak. Dla Szwajcarów trafiali Stephan Lichtsteiner, Xherdan Shaqiri, Fabian Schär i Ricardo Rodriguez. Jedynym, który się pomylił, był Granit Xhaka – jego strzał w drugiej serii rzutów karnych był mocno niecelny.
W ćwierćfinale Polacy zmierzyli się z reprezentacją Portugalii. Polski napastnik Robert Lewandowski w starciu Euro 2016 z Portugalią zdobył gola w 1 minucie i 40 sekundzie spotkania. Była to druga najszybciej strzelona bramka w historii turniejów o mistrzostwo Europy. Mecz ćwierćfinałowy Euro 2016 Polska – Portugalia zakończył się remisem 1:1. Rzuty karne lepiej wykonywali piłkarze Fernando Santosa, którzy wygrali 5:3. Biało-czerwoni w końcowej klasyfikacji zajęli siódme miejsce za Włochami oraz Belgami, którzy również odpadli w 1/4 finału.
Kilkoro Polaków znalazło się w jedenastkach turnieju prezentowanych przez różne serwisy sportowe, jednak w oficjalnej skompletowanej przez UEFA nie znalazł się ani jeden.

#### Od 2016 – Eliminacje i Mistrzostwa Świata 2018
7 lipca 2016 po sukcesie polskiej kadry PZPN przedłużył kontrakt z trenerem Adamem Nawałką na czas eliminacji do Mistrzostw Świata 2018. W eliminacjach biało-czerwoni zajęli pierwsze miejsce w grupie, wygrywając z Danią (3:2), Armenią (2:1 i 6:1), Rumunią (3:0 i 3:1), Kazachstanem (3:0) i Czarnogórą (2:1 i 4:2), remisując z Kazachstanem (2:2) i przegrywając z Danią (0:4). Najlepszym strzelcem kadry był Robert Lewandowski, który zdobył 16 bramek. Po awansie na Mundial w Rosji kontrakt trenera Adama Nawałki automatycznie został przedłużony do końca rozgrywek.
1 grudnia 2017 w Moskwie odbyło się losowanie grup Mistrzostw Świata 2018. Polacy ostatecznie znaleźli się w grupie H razem z Senegalem, Kolumbią, oraz Japonią. Po losowaniu, a przed mistrzostwami Polska rozegrała cztery mecze towarzyskie, wszystkie na własnym terenie. Ostatni mecz, na tydzień przed inauguracją mistrzostw (wygrana 4:0 z Litwą) rozbudził nadzieje, ale na mistrzostwach Polska zagrała znacznie słabiej niż w eliminacjach. W pierwszym meczu przegrała z Senegalem 1:2, przy czym bramkę Grzegorz Krychowiak strzelił dopiero w 86. minucie przy stanie 0:2. W drugim gładko przegrała z Kolumbią 0:3 i straciła szansę awansu, odpadła z mistrzostw jako pierwszy zespół z Europy. W trzecim meczu, grając „o honor”, wygrała 1:0 z Japonią po golu Jana Bednarka w 59 minucie, przy czym porażka w tym rozmiarze dawała Japonii awans, a przy stanie 1:0 dla Polski już ani jeden, ani drugi zespół nie wykazywał większej chęci gry, co zostało powszechnie dostrzeżone. Po nieudanych mistrzostwach krytykowany za ich przebieg trener Adam Nawałka złożył rezygnację. Ze znanych piłkarzy, karierę reprezentacyjną po mistrzostwach zakończył Łukasz Piszczek.

### Jerzy Brzęczek

#### Liga Narodów 2018 i Mistrzostwa Europy 2020
12 lipca 2018 r. ogłoszono dość niespodziewanie, że nowym trenrem reprezentacji od sierpnia zostanie Jerzy Brzęczek, który jako trener miał za sobą tylko dwukrotne prowadzenie klubu w ekstraklasie, a w chwili powołania był trenerem Wisły Płock. Pod jego kierownictwem Polska zagrała w nowo utworzonych rozgrywkach Ligi Narodów UEFA, w której występowała w najwyższej dywizji A, w grupie z Włochami i Portugalią. Rozgrywki toczyły się od września do listopada 2018 r. i zakończyły się niepowodzeniem, Polska przegrała oba mecze u siebie (0:1 z Włochami i 2:3 z Portugalią), oba wyjazdowe zremisowała 1:1, zajęła ostatnie miejsce w grupie i spadła do dywizji B.
Dzięki korzystnym dla Polski wynikom innych grup Ligi Narodów, reprezentacja utrzymała się jednak (na ostatnim miejscu) w pierwszym koszyku losowania Mistrzostw Europy 2020, zatem była jedną z 10 rozstawionych drużyn. Trafiła do grupy G z Austrią, Izraelem, Słowenią, Macedonią Północną i Łotwą. Awans z grupy uzyskiwały dwie pierwsze drużyny. Eliminacje zaplanowano na okres od marca do listopada 2019 r., a baraże na marzec 2020 r. Polacy zwyciężyli w 8 meczach, zremisowali w Warszawie z Austrią 0:0 i przegrali na wyjeździe ze Słowenią 0:2. Zajęli pierwsze miejsce w grupie i tym samym zakwalifikowali się do Mistrzostw Europy w Piłce Nożnej 2020.

## Znaczące mecze
Debiut
| 18 grudnia 1921 | Węgry | 1:0 | Polska | Budapeszt, Węgry |
|                 |       |     |        |                  |

Najwyższe zwycięstwo Polski
| 1 kwietnia 2009 | Polska · Euzebiusz Smolarek · Rafał Boguski · Robert Lewandowski · Ireneusz Jeleń · Michele Marani (sam.) · Mariusz Lewandowski · Marek Saganowski | 10:0 | San Marino | Kielce, Polska |
|                 | |      |            |                |

Najwyższa porażka Polski
| 26 czerwca 1948 | Dania | 8:0 | Polska | Kopenhaga, Dania |
|                 |       |     |        |                  |

Najlepszy rezultat podczas mistrzostw świata – 3. miejsce
| 6 lipca 1974 | Polska · Grzegorz Lato | 1:0 | Brazylia | Monachium, RFN |
|              |                        |     |          |                |

| 10 lipca 1982 | Polska · Andrzej Szarmach · Stefan Majewski · Janusz Kupcewicz | 3:2 | Francja | Alicante, Hiszpania |
|               |                                                                |     |         |                     |

Najlepszy rezultat podczas mistrzostw Europy – ćwierćfinał
| 30 czerwca 2016                                                          | Polska · Robert Lewandowski | 1:1 (dogr.) k. 3:5                                                           | Portugalia | Marsylia, Francja |
|                                                                          |                             |                                                                              |            |                   |
|                                                                          |                             | Rzuty karne                                                                  |            |                   |
| Robert Lewandowski · Arkadiusz Milik · Kamil Glik · Jakub Błaszczykowski |                             | Cristiano Ronaldo · Renato Sanches · João Moutinho · Nani · Ricardo Quaresma |            |                   |

Najlepszy rezultat podczas igrzysk olimpijskich – złoty medal
| 10 września 1972 | Polska · Kazimierz Deyna | 2:1 | Węgry | Monachium, RFN |
|                  |                          |     |       |                |

Pierwszy mecz w Polsce
| 14 maja 1922 | Polska | 0:3 | Węgry | Kraków, Polska |
|              |        |     |       |                |

Pierwsze zwycięstwo
| 28 maja 1922 | Szwecja | 1:2 | Polska · Józef Klotz · Józef Garbień | Sztokholm, Szwecja |
|              |         |     |                                      |                    |

Pierwszy gol dla Polski
| 28 maja 1922 | Szwecja | 1:2 | Polska · Józef Klotz w 23. minucie z rzutu karnego (na 0:1) | Sztokholm, Szwecja |
|              |         |     |                                                             |                    |

Najszybszy gol dla Polski
| 1 kwietnia 2009 | Polska · Rafał Boguski · w 21. sekundzie meczu | 10:0 | San Marino | Kielce, Polska |
|                 |                                                |      |            |                |

Pierwsze zwycięstwo w Polsce
| 29 czerwca 1924 | Polska · Mieczysław Balcer · Henryk Reyman | 2:0 | Turcja | Łódź, Polska |
|                 |                                            |     |        |              |

Pierwszy mecz eliminacyjny do mistrzostw świata
| 15 października 1933 | Polska · Henryk Martyna | 1:2 | Czechosłowacja | Warszawa, Polska |
|                      |                         |     |                |                  |

Pierwszy mecz na mistrzostwach świata
| 5 czerwca 1938 | Polska · Ernest Wilimowski · Fryderyk Scherfke | 5:6 | Brazylia | Strasburg, Francja |
|                |                                                |     |          |                    |

Pierwszy wygrany mecz na mistrzostwach świata
| 15 czerwca 1974 | Polska · Grzegorz Lato · Andrzej Szarmach | 3:2 | Argentyna | Stuttgart, RFN |
|                 |                                           |     |           |                |

Pierwszy mecz eliminacyjny do mistrzostw Europy
| 28 czerwca 1959 | Polska · Ernest Pol · Lucjan Brychczy | 2:4 | Hiszpania | Chorzów, Polska |
|                 |                                       |     |           |                 |

Pierwszy mecz na mistrzostwach Europy
| 8 czerwca 2008 | Polska | 0:2 | Niemcy | Klagenfurt, Austria |
|                |        |     |        |                     |

Pierwszy wygrany mecz na mistrzostwach Europy
| 12 czerwca 2016 | Polska · Arkadiusz Milik | 1:0 | Irlandia Północna | Nicea, Francja |
|                 |                          |     |                   |                |

Pierwszy mecz eliminacyjny do igrzysk olimpijskich
| 18 października 1959 | Finlandia | 1:3 | Polska · Ernest Pol · Stanisław Hachorek · Jan Gawroński | Helsinki, Finlandia |
|                      |           |     |                                                          |                     |

Pierwszy mecz na igrzyskach olimpijskich
| 26 maja 1924 | Polska | 0:5 | Węgry | Paryż, Francja |
|              |        |     |       |                |

Pierwszy wygrany mecz na igrzyskach olimpijskich
| 5 sierpnia 1936 | Polska · Hubert Gad · Gerard Wodarz | 3:0 | Węgry | Berlin, III Rzesza |
|                 |                                     |     |       |                    |

Ostatni mecz przed wojną
| 27 sierpnia 1939 | Polska · Ernest Wilimowski · Leonard Piątek | 4:2 | Węgry | Warszawa, Polska |
|                  |                                             |     |       |                  |

Pierwszy mecz po wojnie
| 11 czerwca 1947 | Norwegia | 3:1 | Polska · Edward Jabłoński | Oslo, Norwegia |
|                 |          |     |                           |                |